# Cultural y Deportiva Leonesa
La Cultural y Deportiva Leonesa, S. A. D., más conocida como Cultural Leonesa o simplemente como la Cultural, es un club de fútbol español de la ciudad de León, que juega en Segunda División. Disputa sus partidos como local en el Estadio Reino de León con capacidad para 13 451 espectadores. Fue fundada el 5 de agosto de 1923.

## Historia

### Años 1920. La alegría del balompié leonés
A principios de 1922, la bulliciosa ciudad de León era una urbe que se debatía entre su glorioso pasado impregnado de reyes y la modernidad que traían los tiempos de los automóviles, la electricidad y aquella novedad que suponía el agua corriente.
Entre aquellos acalorados debates sociales sobre el movimiento obrero, el papel del rey Alfonso XIII en la política nacional o cómo desde la presidencia del gobierno ostentada el astorgano Manuel García Prieto se dirigía la guerra colonial en África, se colaba un novedoso tema como era el deporte. El cultivo del cuerpo no era ni mucho menos una novedad a nivel general, pero sí para las élites leonesas, que dándose cuenta de la necesidad de fomentarlo entre las gentes de la antigua capital imperial, se reunieron en el Casino de León el 30 de abril de 1922 para constituir la Sociedad Cultural Deportiva Leonesa. Su presidente, Miguel Díez Canseco, comenzó a trabajar desde entonces a formar una entidad en la que los actos culturales como conferencias y excursiones, se mezclaran con el hambre que León tenía de ciclismo, rugby o tenis.
Pero lo que empezaba a mandar era el “foot-ball”, por lo que los esfuerzos se centraron en crear una sección que hiciera de las delicias de los amantes del balompié, los cuales, en la ciudad eran cada día más. La búsqueda de jugadores de muchos equipos, principalmente del Victoria Club y de la Gimnástica Leonesa, además del Regimiento de Burgos, Once Leones o incluso del equipo formado por los Padres Agustinos, sumando a la adecuación de un campo de juego, pedida al Ayuntamiento de León en julio de ese año, retrasó la formación de esa sección hasta el verano del año siguiente. Se estrenaba así el equipo de fútbol de la Sociedad Cultural y Deportiva Leonesa un 5 de agosto de 1923, fecha que se celebra como cumpleaños del club.
Aquel equipo que empezó vistiendo con camiseta gris y pantalón azul, y que acabó cambiando su indumentaria por un inmaculado blanco que recordaba al pendón del Viejo Reino de León, comenzó poco a poco a hacerse sitio entre los principales equipos del noroeste peninsular a través de partidos amistosos y torneos regionales.
Cuando en 1928 se formó la Liga de Fútbol Profesional, la Cultural quedó encuadrada en Tercera División, y en tan solo una temporada, ascendió a Segunda División, situando este prometedor proyecto, a los amantes del fútbol, y sobre todo, a la ciudad y la provincia de León, en el mapa del deporte español.

### Años 1930. Los duros años 1930
En 1931 la Cultural dejó de estar inscrita en el censo de clubes por causas que no han sido precisadas, aunque tal vez habría que buscarlas en la situación social de la época, ya que el país se hallaba inmerso en plenos cambios políticos. Debe recordarse que la Monarquía abandona el poder en el año 1931 tras el triunfo electoral del Frente Popular. El hueco deportivo dejado por la Cultural lo asume el Deportivo Leonés, que disputaba sus partidos en el campo de San Mamés y tenía su domicilio social en el café Central.
El club vuelve a la competición en 1935, pero pocos meses después estalla la guerra civil, provocando que todas las ligas se finalicen.
A la finalización de la guerra civil se abre una suscripción popular para poner de nuevo en marcha a la Cultural, y sería en 1939 cuando se produce la primera donación a cargo del Gobernador Civil de León, Carlos Pinilla. Las quinientas pesetas de esta primera donación hicieron posible que el 26 de noviembre de 1939 la Cultural volviera a jugar un partido de fútbol. El partido se disputó en el campo del Seu en las Eras de Renueva ante el C. D. Santa Ana con un resultado de 1-0 a favor de la Cultu.
Tras disputar sus primeros partidos de esta nueva época en el campo del Seu, la Cultural se trasladó al campo de Guzmán, y posteriormente al campo de la Corredera. Las penurias económicas llevaron al embargo de este campo, pasando a disputar sus partidos en el campo de El Ejido. Fue el prolegómeno a la época de mayor auge de la Cultural y del fútbol leonés.

### Años 1940. Resurrección
La España del nuevo tiempo que se abría en un contexto que se debatía en los campos de batalla de medio mundo, coincidía en una efímera cosa respecto a todo lo anterior, si había que hablar de deporte en España, había que hablar de León.
La recién recuperada Cultural y Deportiva Leonesa comenzó un meteórico ascenso que le llevó a volver a Segunda División en 1942. Mientras tanto, tardó en asentarse en un estadio concreto en medio de una ciudad en la que además de él, Júpiter y Maestranza Aérea de León luchaban por la hegemonía del balompié capitalino. Llegado a esa segunda categoría, estuvo nada menos que tres temporadas, firmado además excelentes participaciones en Copa del Generalísimo. En estos años se recuperó la tradicional rivalidad de la Cultural con el Real Valladolid, interrumpida en los años 1930 y que ahora volvía a dar otro toque especial a tan distinguidos choques.
Sin embargo, el presunto amaño de un partido ante el Albacete Balompié en 1948 supuso un nuevo amago de desaparición. La intervención del influyente Gobernador Civil de León, Carlos Arias Navarro, hizo que la Federación “perdonara la vida” a la Cultural, viéndose obligada a resurgir otra vez desde el profundo abismo de la Tercera División sin jugadores, ni socios, ni directiva, ni estadio, ni dinero.

### Años 1950. La gloria
Costó salir del bache de aquel maldito 1948, pero se salió. Ese nuevo resurgir tuvo un punto de inflexión en 1951, año en que llegaba a la presidencia de la Cultural el empresario minero nacido en el País Vasco, pero afincado entre León y La Robla, Antonio Amilivia. Al poco de su llegada se volvía a Segunda División y se firmaba un año magnífico, terminando en la parte alta de la clasificación.
Tanto fue así que, mejorando el bloque durante la 1954-55, el dominio culturalista en el Grupo Norte de esa “división de plata” fue abrumador. Ya desde enero de 1955 la prensa de Madrid lo avisaba, “Ojo con este equipo que tiene pie y medio en Primera”. Y así, el 11 de abril de 1955 en El Ejido, se sellaba el ascenso a Primera División tras vencer al Real Avilés. La algarabía en las calles regaló el día de máximo júbilo de la historia de aquella urbe de casi 2000 años de vida.
La cota de mayor éxito del club lo tuvo todo, grandes victorias como las cosechadas en León ante Hércules y Valencia, partidos heroicos como los firmados ante el Real Madrid en la capital de España y la inauguración del que será el máximo símbolo de la historia culturalista, La Puentecilla, inaugurado el 23 de octubre de 1955 ante nada menos que el Athletic Club. Finalmente el club descendió en la última jornada aunque se había crecido en fama, afición y hasta en estructura tras incorporar como filial al Júpiter.
La huella que dejó la Primera División no se borró nunca, tanto es así que no se pensó en otra cosa que no fuera volver, pero las prisas, la falta de planificación o de dinero quién sabe, hizo que en 1957 se volviera a una Tercera División de la que sólo se tardó una temporada en salir. Pese a ese paso repentino y a mantenerse en Segunda otras tantas temporadas, el sueño de Primera estaba cada vez más y más lejos. La década de los gloriosos años 1950, y con ella, el sueño de volver a tocar la eternidad, fueron apagándose poco a poco, dejando paso a los nuevos tiempos que estaban por venir.

### Años 1960. Supervivencia
El equipo se mantuvo en el segundo escalón del balompié nacional hasta 1962, año en que descendió a una Tercera División de la que tardará en salir. Estos años trajeron una serie de duelos provinciales entre los que destacó el otro gran equipo capaz de disputar el liderazgo tanto provincial como de la propia categoría a la Cultu, la S. D. Ponferradina, consolidándose así una rivalidad que tímidamente había nacido la década anterior.
La crisis económica, en muchos casos causada por el costoso paso por la élite, llevó al club a una espiral de desgracias que lo convirtió en el “garbanzo negro” del fútbol español. En el año 1962, el déficit acumulado del conjunto culturalista era de 1 500 000 pesetas. Dos hermanos del hermoso pueblo de La Seca de Alba, Luis y Andrés Fernández Rabanal, tomaron en 1965 las riendas del club, dando un giro espectacular a la situación: redujeron el déficit considerablemente, recuperaron la masa social, formaron una plantilla con gente joven de la zona y comenzaron a pensar en volver a Segunda División, intentándolo durante varias temporadas consecutivas.
Tras cinco años en que se pasó de la desaparición casi segura, a ser firme candidato a volver a Segunda, los gemelos de La Seca dejaron el club en manos de su vicepresidente, el empresario Ángel Panero. Bajo su presidencia, y con un gol de Larrauri ante el filial del Athletic Club, se lograba volver a Segunda División en junio de 1970.

### Años 1970. Supremacía
La Segunda División a la que la Cultural se enfrentó en septiembre de 1970 no tenía nada que ver con la que dejó en la primera de 1962, pues era un grupo único con un nivel muy superior a lo visto hasta entonces en el recién renombrado estadio Antonio Amilivia.
La Cultural firmó tan buenas temporadas que en 1971 recuperó la ilusión por volver a Primera, aunque no fue posible, terminando en una merecida quinta posición. Jugadores como Villafañe, Piñán o Marianín terminaron en el Real Oviedo de Primera, siendo este último pichichi y el único jugador de la Cultural que haya tenido el honor de jugar con la Selección Española.
En la temporada 1973-1974 se subió a Segunda División. En la temporada 1974-1975, el déficit del club asciende a ocho millones de pesetas, lo que complicó la confecciones de plantillas en estos años.
El descenso de 1975 supuso un cambio de tendencia en la historia del club. El nivel de la Tercera cambió mucho y la creación en 1977 de una nueva categoría como la Segunda División B, de dos grupos, complicó aún más la vuelta a la que hasta entonces fue la categoría habitual del club. Se cerraban entonces los años 1970 sin que el equipo volviera a pisarla.

### Años 1980. La caída
Aquella década que significó el despertar cultural del país, fueron por desgracia los años de máximo declive del club. A la vez que la juventud española se deleitaba con La Bola de Cristal o disfrutaba de los discos de Tino Casal y Barón Rojo, la Cultural daba con sus huesos en Tercera División, una categoría ya territorial, nada que ver con el nivel de la década anterior.
León se debatía entonces entre los gritos de libertad para la tierra y el final de la hegemonía deportiva del club, pues en la propia ciudad Baloncesto León y Ademar comenzaban disputar ese poder deportivo. En el mismo deporte, se reeditó el derbi local en Tercera, esta vez ante Ejido de León y el propio filial, renombrado Cultural de León. Lejos de aquí, los derbis provinciales con la Ponferradina recordaban a los de los años 1960, viéndose los enfrentamientos más bonitos y apasionantes entre esos antagonistas que eran los clubs del Amilivia y de Fuentesnuevas. También hubo tiempo para recordar el pasado a través de dos amistosos jugados ante nada menos que el Real Madrid.
En 1987 la Cultural volvía a Segunda B gracias a la ampliación que se hizo de dos a cuatro grupos. Ese mismo año nacía la Federación de Castilla y León de Fútbol a la que el club se adscribió, quedando la distribución del fútbol nacional y autonómico como hoy la conocemos.

### Años 1990. Las turbulencias de los años 1990
Los años 1990 se iniciaron con el asiento del club en aquella Segunda B de cuatro grupos con especial protagonismo de los rivales del País Vasco y Madrid. Sin embargo los problemas económicos consecuentes de la política intervencionista del Ayuntamiento llevaron al Club a un nuevo paso fugaz por Tercera División. Aún con todo, había sitio para las buenas noticias pues la cantera conocía su mejor momento hasta entonces.
La vuelta a Segunda B supuso que en 1996 la Cultural tendría otra oportunidad de volver a Segunda División, la primera en 22 años. Comenzó entonces una etapa en la que el club se convirtió un asiduo a las Fases de Ascenso a Segunda, aunque sin lograrlo en ninguna ocasión.
A la vez, los cambios de los modernos tiempos que venían eran cada vez más patentes. Mientras el añorado siglo XX moría, la Cultural se despidió de su mítico Antonio Amilivia, estrenaba una ciudad deportiva en Puente Castro y veía como se comenzaba a erguir el futuro templo del fútbol leonés. Y mientras todo esto pasaba, se avanzaba en los pasos para convertir ese club de 75 años de historia en Sociedad Anónima Deportiva.

### Año 2000. La esperanza del nuevo siglo
Con la llegada del siglo XXI la Cultural recuperó muchas de sus señas de identidad, una plantilla con muchos jugadores leoneses, el decisivo apoyo empresarial y social de la ciudad y parte de la provincia, una masa de socios que tocó su cota máxima y sobre todo, la inauguración del Nuevo Antonio Amilivia el mayo de 2001. Comenzó entonces una carrera por el ascenso a Segunda División que alternó con excelentes participaciones en Copa del Rey derrotando a equipos de Primera División como el Racing de Santander, el Rayo Vallecano o el Alavés y plantando cara a otros como el Deportivo de La Coruña o el Atlético de Madrid.
Sin embargo las fuerzas se agotaron, la Cultu entró en una nueva crisis durante la segunda mitad de esa década, llena de un constante vaivén de decepciones, polémicas, malos resultados y momentos tensos que pusieron en jaque la propia existencia del club. Pese a la alegría de volver a disputar Fase de Ascenso en la 2008-09 y a jugar en Copa del Rey ante nada menos que el F. C. Barcelona en Copa del Rey ese mismo 2009, la situación era cada vez más complicada, y lo peor era que nadie sabía lo que iba a pasar.

### Años 2010. La aventura
El final de la etapa “Profutle” (plataforma que administraba el club desde la conversión en SAD de 2001) dejaba paso a la presidencia de Javier Baena, el cual elegía a Luis Cembranos para dirigir la reconstrucción desde Tercera División y la ilusión por el fútbol en la ciudad. Poco a poco la capital del Bernesga se volvía a ilusionar con su club, tanto que más de 2000 culturalistas fueron testigos en la ciudad Oviedo en junio de 2013, de la vuelta de la Cultural a Segunda B en un partido épico contra el Club Deportivo Universidad de Oviedo. Sin embargo, ese ascenso fue más traumático de lo que parecía, pues se necesitaba cubrir las deudas dejadas por directivas anteriores al descenso administrativo de 2011, además de un aval para que lo logrado en la capital del Principado fuera real. Lamentablemente, en un primer intento no pudo ser. Los que dieron la cara en aquellos difíciles momentos entre la decepción de unos y los ataques y palabras de mal gusto de otros, fueron el exárbitro de baloncesto Felipe Llamazares y el empresario leonés Adolfo López, quien apostaron por un club en vías de extinción, dando un ejemplo de culturalismo y de amor a la tierra que tan necesarios eran en aquellos días. Finalmente, lograron una prórroga y consiguieron el dinero necesario para culminar la resurrección de la Cultural. Ahora sí, desde esta categoría, en lo sucesivo se quiso volver a soñar, como antes, con regresar a Segunda División.

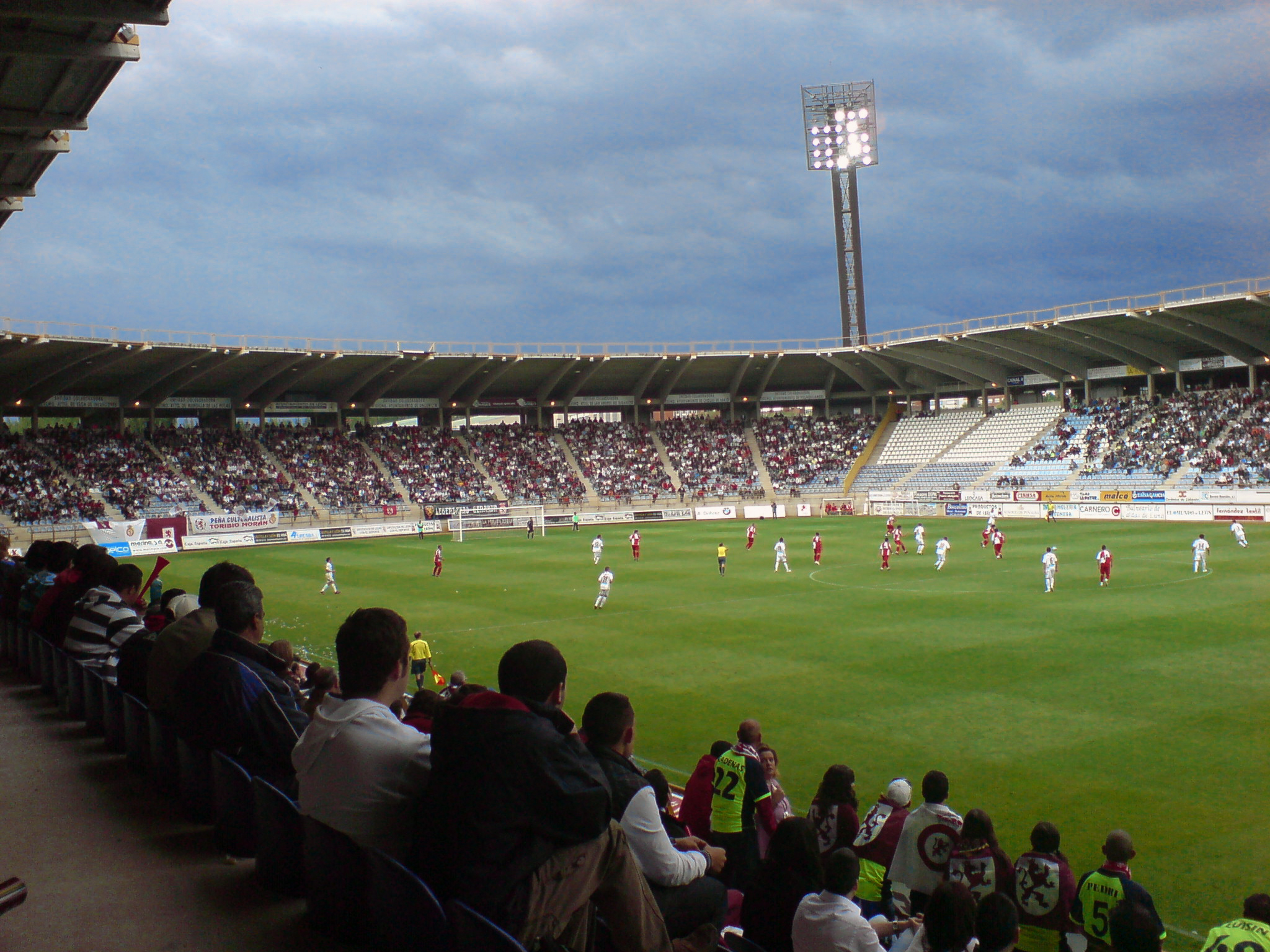
Partido disputado entre la Cultural Leonesa y el Sabadell.

En el año 2015 se produjo uno de los hitos más trascendentales en la historia de la Cultural con la entrada en el club de la academia deportiva catarí Aspire Academy para lanzar un ambicioso proyecto de transformación y crecimiento en el primer equipo, en el fútbol base y en la propia entidad. Aspire Academy trajo a la Cultural nuevas metodologías deportivas, un nuevo modelo de gestión, profesionales de gran prestigio y trayectoria, recursos materiales, una red de sólidas relaciones y colaboraciones nacionales e internacionales, un claro código de valores alineado con los ya existentes en la Cultural y un proyecto de creación de valor para todo el entorno de la Cultural que incluye la ciudad, la provincia, las empresas patrocinadores y colaboradoras, los medios locales y sobre todo para los aficionados.
El proyecto se fue desplegando en diversas fases con distintos objetivos en cada temporada. En la temporada 2015-16 se puso el foco en la estabilización económica de la entidad, comprando más del 99 % de las acciones y asumiendo toda la deuda que existía en la Cultural. Al mismo tiempo se sentaron las bases de los modelos deportivos y de gestión que permitieron un crecimiento sólido y sostenible. En la temporada 2016-17 se hizo una fuerte apuesta en el primer equipo que dio como resultado una temporada con los mayores éxitos deportivos de la Cultural en más de 40 años.
El equipo practicó durante toda la temporada un juego atractivo y eficaz que la mantuvo en la lucha por la primera plaza del grupo, objetivo que se consiguió, y situó a la Cultural en la eliminatoria de ascenso frente al F. C. Barcelona "B". El 28 de mayo de 2017 y tras dos partidos en Barcelona y León, la Cultural consiguió el ascenso a Segunda división que había ansiado la entidad durante los 43 años transcurridos desde el último ascenso a dicha categoría. A la semana siguiente, la Cultural se proclamó también campeona de Segunda B al imponerse al Lorca C. F. y con el récord histórico de puntos en la categoría.
La temporada 2017-18 comenzó con una frenética actividad de reformas y adaptación a las necesidades y normas de la Segunda división y de LaLiga a la que se incorporó la Cultural en julio. En el plano deportivo, se hizo un esfuerzo adicional por alcanzar los dos grandes objetivos de la temporada: la consolidación del primer equipo en Segunda y el crecimiento y progreso de los equipos de la cantera. Sin embargo se produjo el descenso Segunda División B.
En la 2019-20, el equipo finalizó segundo en su grupo de Segunda B y disputó el playoff de ascenso, aunque fue eliminado en semifinales contra el Sabadell. Esa temporada también destacó por su gran papel en la Copa del Rey, donde eliminó al Atlético de Madrid y cayó en penaltis ante el Valencia C. F. en octavos de final.

### Actualidad
Tras la reestructuración de categorías, la Cultural compitió en la nueva Primera RFEF. Entre 2020 y 2024, se mantuvo en la zona media-alta de la tabla, logrando posiciones entre el sexto y el duodécimo puesto, sin llegar a disputar promociones de ascenso.
Sin embargo, en la temporada 2024-25, el club consiguió el ansiado ascenso a Segunda División, dándose la particularidad de ser el único equipo de la historia de Primera RFEF en estar líder durante todas las jornadas del campeonato. Tras quedarse cerca de celebrar el ascenso en el Toralín en la penúltima jornada de liga, consiguió dicho ascenso el 24 de mayo de 2025, tras empatar en casa ante el  Andorra, quedando en la clasificación por encima de la Ponferradina por mejor diferencia de goles en enfrentamientos directos.

## Datos del club

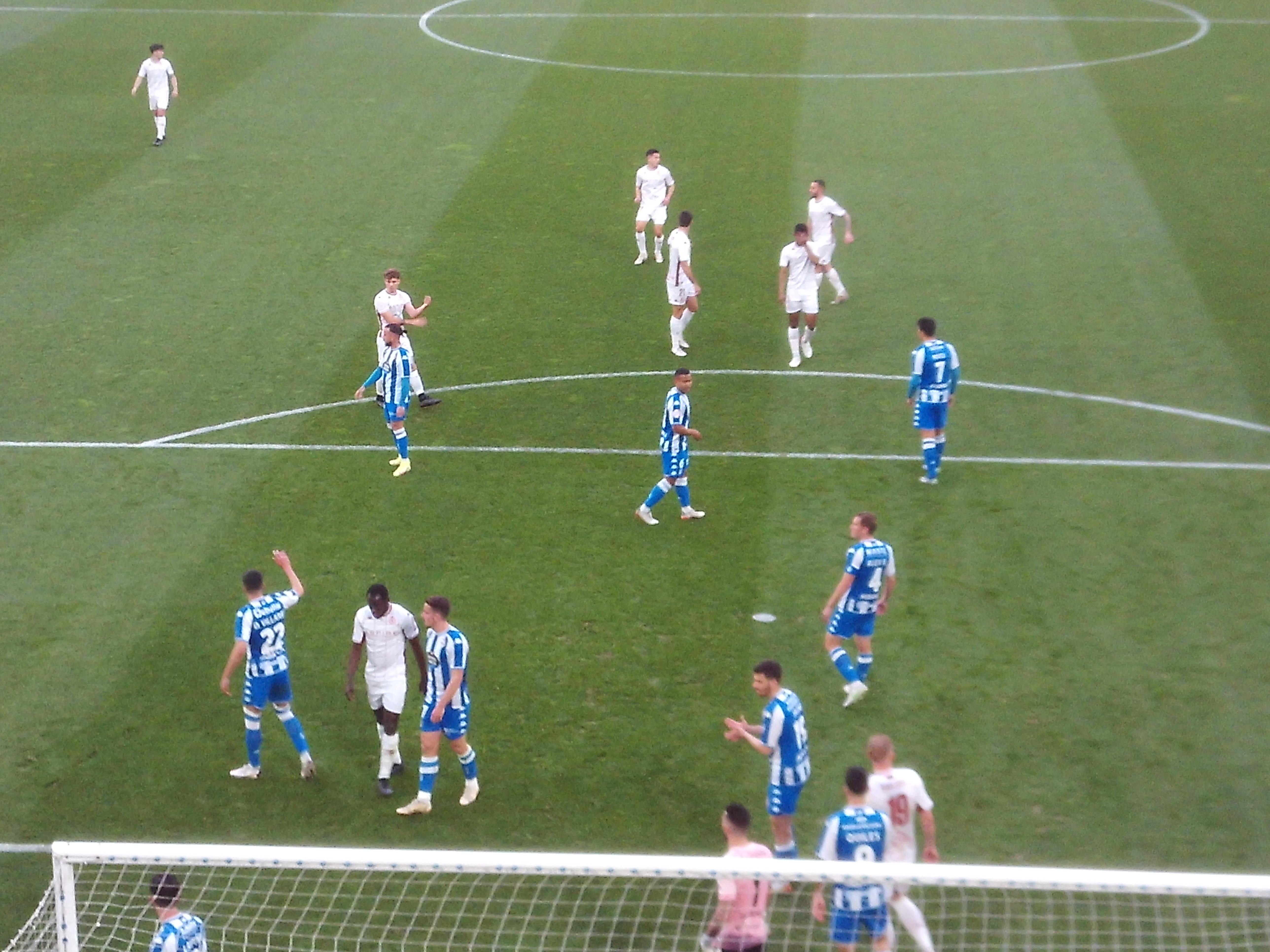
Partido disputado entre el Deportivo de La Coruña y la Cultural Leonesa.

### Estadísticas
- Temporadas en 1.ª: 1
- Temporadas en 2.ª: 17 (incluida la 2025-26)
- Temporadas en 1.ª Fed.: 4
- Temporadas en 2.ª B: 35
- Temporadas en 3.ª: 29
- Mejor puesto en la liga: 15.º (1.ª temporada 1955-56)
- Peor puesto en la liga: 15.º (1.ª temporada 1955-56)
- Mejor temporada: 1954-55 (ascenso a Primera División española)
- Techo histórico en 1.ª división: 3.er puesto (jornada 1 1955-56)
- Puesto histórico en Primera: 63.º (al finalizar la temporada 2024-25)[32]
- Puesto histórico en Segunda: 59.º (al finalizar la temporada 2024-25)
- Puesto histórico en 1.ª RFEF: 5.º (al finalizar la temporada 2024-25)[33]
- Puesto histórico en Segunda B: 2.º[34]
- Máxima puntuación en la Segunda División B de España: Temporada 2016-2017 con 86 puntos.[28]
- Puesto histórico en Tercera: 147.º
- Mejor participación en la Copa del Rey: 1/8 de final (1955, 1956, 1960 y 2020).
- Más partidos disputados en el club: Gerardo Rodríguez Morán, con 403 partidos (14 temporadas).
- Máximo goleador de la historia del club: Marianín con 101 goles.
- Máximo goleador en Primera División: José Vallejo con 13 goles.
- Pichichi en Segunda División: Chas (22 goles, temporada 1953-54)
- Pichichi en Segunda División "B": Jito (23 goles, Grupo I temporada 2009-10)
- Máximo goleador histórico en una temporada: David Murciego Murci con 39 goles (en la temporada 2011-12 en 3.ª División en liga regular y en 40 partidos que disputó. Jugó, aunque no todo el partido, la ida de la primera ronda de los playoffs de ascenso ante el Real Racing de Santander B)[35]
- Primer gol en Primera División: César Rodríguez Álvarez.
- Último gol en Primera División: Sergio Barragán.
- Récord de socios en una temporada: En la temporada 2025-26, la Cultural alcanzó el máximo número de abonados posibles, con un total de 10.000 socios,[36] superando así el anterior récord de 8.864 socios establecido en la temporada  2001-02.
- Récord de espectadores en un partido como local: En la temporada 1955-56 la Cultural en la inauguración del Estadio Municipal La Puentecilla en Primera División consiguió abarrotar las gradas con 27 428 espectadores, con una recaudación de 1 083 044 pesetas. El partido fue ante el Athletic Club.
- Mayor goleada como local en 1.ª: 4-1 al Real Club Celta de Vigo y Deportivo Alavés y 3-0 al Valencia Club de Fútbol (temporada 1955-56).
- Mayor goleada como visitante en 1.ª: 1-2 a la Unión Deportiva Las Palmas (temporada 1955-56).
- Mayor goleada encajada como local en 1.ª: 0-4 frente al Real Madrid y Sevilla Club de Fútbol (temporada 1955-56).
- Mayor goleada encajada como visitante en 1.ª: 6-1 frente al Real Madrid (temporada 1955-56).
- Mayor goleada a favor: 13-0 a La Bañeza Fútbol Club (en liga, temporada 1965-66).
- Mayor goleada en contra: 9-1 ante el Betis Deportivo en la fase de ascenso a Segunda División "B" en la temporada 1984-1985.
- Fichaje más caro de la historia del club: Señé. La Cultural pagó 400 000 euros al Celta de Vigo, en el verano de 2017, por el mediocentro catalán.
- Venta más cara de la historia del club: Alex Gallar. La Cultural recibió 400 000 euros de la S. D. Huesca, en el verano de 2017, por el extremo catalán.[37]

## Palmarés
| Competición nacional                      | Títulos                                              | Subcampeonatos                                                                  |  |
| ----------------------------------------- | ---------------------------------------------------- | ------------------------------------------------------------------------------- |  |
| Segunda División de España (2/0)          | 1928-29, 1954-55                                     |                                                                                 |  |
| Primera Federación (1/0)                  | 2024-25                                              |                                                                                 |  |
| Segunda División B (2/3)                  | 1998-99, 2016-17                                     | 2000-01, 2001-02, 2008-09                                                       |  |
| Tercera División (6/9)                    | 1958-59, 1967-68, 1970-71, 1973-74, 1985-86, 1994-95 | 1946-47, 1952-53, 1965-66, 1969-70, 1976-77, 1983-84, 1984-85, 1986-87, 2012-13 |  |
| Campeonato de España de Aficionados (0/1) |                                                      | 1969-70                                                                         |  |

- La tercera categoría era denominada Tercera División española hasta el 1977 que pasa a llamarse Segunda División B.
- En 1977 la cuarta categoría del fútbol español pasa a denominarse Tercera División.

| Competición regional                        | Títulos                            | Subcampeonatos   |
| ------------------------------------------- | ---------------------------------- | ---------------- |
| Campeonato Regional Castellano-Leonés (4/2) | 1925-26, 1927-28, 1928-29, 1929-30 | 1924-25, 1930-31 |
| Fase autonómica de la Copa Federación (1/0) | 1997-98                            |                  |

### Competiciones amistosas
- Copa Carlos Pinilla: (1) 1950
- Trofeo Ministro de Información y Turismo (Vivero): (1) 1964
- Trofeo de la Galleta: (2) 1971, 1975
- Trofeo Ciudad de León: (2) 1974, 1998.
- Trofeo San Agustín: (4) 1977, 1998, 2003, 2021
- Trofeo Ciudad de Benavente: (3) 1979, 1991, 1992
- Trofeo Memorial Alfonso Magdalena: (2) 1998, 2006
- Trofeo Villa de Jovellanos: (1) 2006
- Trofeo de la Sardina: (1) 2012[39]
- Trofeo Santa Marta: (1) 2012
- Trofeo Memorial Rafa Tejerina: (1) 2012[40]
- Memorial Carlos Pérez: (2) 2016, 2017[41]
- Trofeo Teide: (1) 2019[42]
- Memorial Julio Álvarez Cadenas: (1) 2021[43]
- Trofeo Cervantes: (1) 2021[44]
- Trofeo del Centenario del Calahorra: (1) 2023[45]
- Trofeo Villarejo: (1) 2023[46] 2024[47]
- Trofeo Luis Otero: (1) 2025[48][49]

## Trayectoria

### Evolución histórica en Liga
| Campeonatos                              | Temporadas | Títulos | Mejor Puesto | J    | G    | E   | P   | Gf   | Gc   | Ptos | Puesto Histórico |
| Primera División                         | 1          | 0       | 15.º         | 30   | 5    | 4   | 21  | 34   | 65   | 14   | 63.º             |
| Segunda División                         | 16         | 2       | 1.º          | 480  | 182  | 94  | 204 | 727  | 788  | 469  | 56.º             |
| Primera RFEF                             | 4          | 0       | 1.º          | 152  | 58   | 48  | 46  | 198  | 167  | 222  | 9.º              |
| Segunda División B                       | 36         | 6       | 1.º          | 1342 | 539  | 410 | 393 | 1692 | 1392 | 1847 | 2.°              |
| Tercera División                         | 28         | 2       | 1.º          | 926  | 562  | 177 | 187 | 2028 | 942  | 1351 | 147.º            |
| Total en categoría nacional              | 84         | 11      |              | 2892 | 1328 | 722 | 842 | 4624 | 3311 | 3838 |                  |
| Datos actualizados a 26 de mayo de 2025. |            |         |              |      |      |     |     |      |      |      |                  |

- No participa desde la temporada 1931-32 hasta que se vuelve a la actividad el club en la 1939-40, por eso las temporadas totales no coinciden con los años del club desde su fundación.
- No participa desde la temporada 1932-33 hasta que se refunda el club en la 1939-40 (por un cese de la actividad deportiva, pero no así de la entidad), por eso las temporadas totales no coinciden con los años del club desde su fundación.
- No participa desde la temporada 1923-24 hasta la 1927-28 en competiciones ligueras (fundación de la liga 1929), lo que jugaban era un torneo válido para la clasificación de la Copa del Rey.
- Se contabilizan las temporadas de Tercera División anteriores al 1977 en la tercera categoría, ese año con la creación de la Segunda B pasó a ser la cuarta categoría y en 2021 con la creación de las divisiones RFEF pasó a ser la quinta categoría.

| Temporada | División            | Posición     |
| --------- | ------------------- | ------------ |
| 1923-24   | No había liga       |              |
| 1924-25   | No había liga       |              |
| 1925-26   | No había liga       |              |
| 1926-27   | No había liga       |              |
| 1927-28   | No había liga       |              |
| 1928-29   | 2.ª División G "B"  | 1.º          |
| 1929-30   | 2.ª División        | 10.º         |
| 1930-31   | 3.ª División        | 6.º          |
| 1931-32   | 3.ª División        |              |
| 1932-33   | No compitió         | -            |
| 1933-34   | No compitió         | -            |
| 1934-35   | No compitió         | -            |
| 1935-36   | Regional Preferente | Guerra Civil |
| 1936-37   | Guerra Civil        | -            |
| 1937-38   | Guerra Civil        | -            |
| 1938-39   | Guerra Civil        | -            |
| 1939-40   | Regional Preferente | 2.º          |
| 1940-41   | Regional Preferente | 2.º          |
| 1941-42   | Regional Preferente | 1.º          |
| 1942-43   | 2.ª División        | 3.º          |
| 1943-44   | 2.ª División        | 9.º          |
| 1944-45   | 2.ª División        | 13.º         |
| 1945-46   | 3.ª División        | 3.º          |
| 1946-47   | 3.ª División        | 2.º          |
| 1947-48   | 3.ª División        | 8.º          |

| Temporada | División     | Posición |
| --------- | ------------ | -------- |
| 1948-49   | 3.ª División | 7.º      |
| 1949-50   | 3.ª División | 5.º      |
| 1950-51   | 3.ª División | 5.º      |
| 1951-52   | 3.ª División | 3.º      |
| 1952-53   | 3.ª División | 2.º      |
| 1953-54   | 2.ª División | 4.º      |
| 1954-55   | 2.ª División | 1.º      |
| 1955-56   | 1.ª División | 15.º     |
| 1956-57   | 2.ª División | 6.º      |
| 1957-58   | 2.ª División | 16.º     |
| 1958-59   | 3.ª División | 1.º      |
| 1959-60   | 2.ª División | 12.º     |
| 1960-61   | 2.ª División | 6.º      |
| 1961-62   | 2.ª División | 16.º     |
| 1962-63   | 3.ª División | 4.º      |
| 1963-64   | 3.ª División | 3.º      |
| 1964-65   | 3.ª División | 7.º      |
| 1965-66   | 3.ª División | 2.º      |
| 1966-67   | 3.ª División | 3.º      |
| 1967-68   | 3.ª División | 1.º      |
| 1968-69   | 3.ª División | 4.º      |
| 1969-70   | 3.ª División | 2.º      |
| 1970-71   | 3.ª División | 1.º      |
| 1971-72   | 2.ª División | 5.º      |
| 1972-73   | 2.ª División | 19.º     |

| Temporada | División       | Posición |
| --------- | -------------- | -------- |
| 1973-74   | 3.ª División   | 1.º      |
| 1974-75   | 2.ª División   | 20.º     |
| 1975-76   | 3.ª División   | 6.º      |
| 1976-77   | 3.ª División   | 2.º      |
| 1977-78   | 2.ª División B | 6.º      |
| 1978-79   | 2.ª División B | 5.º      |
| 1979-80   | 2.ª División B | 4.º      |
| 1980-81   | 2.ª División B | 4.º      |
| 1981-82   | 2.ª División B | 19.º     |
| 1982-83   | 2.ª División B | 19.º     |
| 1983-84   | 3.ª División   | 2.º      |
| 1984-85   | 3.ª División   | 2.º      |
| 1985-86   | 3.ª División   | 1.º      |
| 1986-87   | 3.ª División   | 2.º      |
| 1987-88   | 2.ª División B | 14.º     |
| 1988-89   | 2.ª División B | 8.º      |
| 1989-90   | 2.ª División B | 7.º      |
| 1990-91   | 2.ª División B | 9.º      |
| 1991-92   | 2.ª División B | 6.º      |
| 1992-93   | 2.ª División B | 10.º     |
| 1993-94   | 2.ª División B | 17.º     |
| 1994-95   | 3.ª División   | 1.º      |
| 1995-96   | 2.ª División B | 4.º      |
| 1996-97   | 2.ª División B | 8.º      |
| 1997-98   | 2.ª División B | 4.º      |

| Temporada | División       | Posición |
| --------- | -------------- | -------- |
| 1998-99   | 2.ª División B | 1.º      |
| 1999-00   | 2.ª División B | 9.º      |
| 2000-01   | 2.ª División B | 2.º      |
| 2001-02   | 2.ª División B | 2.º      |
| 2002-03   | 2.ª División B | 5.º      |
| 2003-04   | 2.ª División B | 4.º      |
| 2004-05   | 2.ª División B | 10.º     |
| 2005-06   | 2.ª División B | 14.º     |
| 2006-07   | 2.ª División B | 11.º     |
| 2007-08   | 2.ª División B | 11.º     |
| 2008-09   | 2.ª División B | 2.º      |
| 2009-10   | 2.ª División B | 12.º     |
| 2010-11   | 2.ª División B | 14.º     |
| 2011-12   | 3.ª División   | 3.º      |
| 2012-13   | 3.ª División   | 2.º      |
| 2013-14   | 2.ª División B | 14.º     |
| 2014-15   | 2.ª División B | 7.º      |
| 2015-16   | 2.ª División B | 7.°      |
| 2016-17   | 2.ª División B | 1.°      |
| 2017-18   | 2.ª División   | 19.°     |
| 2018-19   | 2.ª División B | 5.º      |
| 2019-20   | 2.ª División B | 2.º      |
| 2020-21   | 2.ª División B | 2.º      |
| 2021-22   | Primera RFEF   | 12.º     |
| 2022-23   | Primera RFEF   | 10.º     |

| Temporada | División     | Posición |
| --------- | ------------ | -------- |
| 2023-24   | Primera RFEF | 6.°      |
| 2024-25   | Primera RFEF | 1.º      |
| 2025-26   | 2.ª División | sd       |
| 2026-27   |              |          |
| 2028-27   |              |          |
| 2028-29   |              |          |
| 2029-30   |              |          |
| 2030-31   |              |          |
| 2031-32   |              |          |
| 2032-33   |              |          |
| 2033-34   |              |          |
| 2034-35   |              |          |
| 2035-36   |              |          |
| 2036-37   |              |          |
| 2037-38   |              |          |
| 2038-39   |              |          |
| 2039-40   |              |          |
| 2040-41   |              |          |
| 2041-42   |              |          |
| 2042-43   |              |          |
| 2043-44   |              |          |
| 2044-45   |              |          |
| 2045-46   |              |          |
| 2046-47   |              |          |
| 2047-48   |              |          |

## Participaciones en Copa del Rey
Participaciones en Copa del Rey y Copa del Presidente de la República 
| Temporada | Ronda          | Rival                  | Local | Visitante | Global |  |
| --------- | -------------- | ---------------------- | ----- | --------- | ------ |  |
| 1926      | Fase de grupos | Celta de Vigo          | 1-5   | 3-0       |        |  |
| 1926      | Fase de grupos | Sporting de Gijón      | 2-6   | 4-0       |        |  |
| 1928      | Fase de grupos | Deportivo de La Coruña | 3-1   | 6-1       |        |  |
| 1928      | Fase de grupos | Real Oviedo            | 3-3   | 5-3       |        |  |
| 1928      | Fase de grupos | Racing de Sama         | 2-1   | 3-1       |        |  |
| 1928      | Fase de grupos | Celta de Vigo          | 3-2   | 8-0       |        |  |
| 1928      | Fase de grupos | Real Unión Deportiva   | 6-1   | 2-1       |        |  |
| 1928-29   | 1/16           | C. D. Castellón        | 2-1   | 4-2       | 4-5    |  |
| 1930      | 1/16           | Sevilla F. C.          | 1-0   | 2-1 (2-1) | 4-3    |  |
| 1931      | 1/16           | C. D. Logroñés         | 1-8   | 7-0       | 1-15   |  |

 Participaciones en Copa del Generalísimo 
| Temporada | Ronda     | Rival                     | Local | Visitante | Global                  |  |
| --------- | --------- | ------------------------- | ----- | --------- | ----------------------- |  |
| 1941      | 1/16      | Racing de Sama            | 3-1   | 3-0       | 3-4                     |  |
| 1942      | 1/16      | RC Deportivo de La Coruña | 0-1   | 0-0       | 0-1                     |  |
| 1944-45   | 1/16      | Athletic Club             | 1-5   | 8-2       | 3-13                    |  |
| 1947-48   | 1.ª Ronda | Maestranza Aérea de León  | 1-0   |           | 1-0                     |  |
| 1947-48   | 2.ª Ronda | Caudal Deportivo          | 3-1   |           | 3-1                     |  |
| 1947-48   | 3.ª Ronda | Club Lemos                | 2-0   |           | 2-0                     |  |
| 1947-48   | 4.ª Ronda | Círculo Popular           | 2-0   |           | 2-0                     |  |
| 1947-48   | 5.ª Ronda | Real Oviedo               | 0-4   |           | 0-4                     |  |
| 1948-49   | 2.ª Ronda | Maestranza Aérea de León  |       | 5-3       | 3-5                     |  |
| 1955      | 1/8       | Sevilla F. C.             | 3-2   | 3-0       | 3-5                     |  |
| 1956      | 1/8       | Athletic Club de Bilbao   | 2-3   | 3-0       | 2-6                     |  |
| 1959-60   | 1/32      | C. F. Extremadura         | 2-0   | 3-1       | 2-0 (desempate en León) |  |
| 1959-60   | 1/16      | U. D. Las Palmas          | 2-0   | 0-0       | 2-0                     |  |
| 1959-60   | 1/8       | Real Madrid C. F.         | 0-4   | 5-0       | 0-9                     |  |
| 1960-61   | 1/32      | Valencia C. F. Mestalla   | 2-2   | 2-1       | 3-4                     |  |
| 1961-62   | 1/32      | Granada C. F.             | 2-4   | 3-1       | 3-7                     |  |
| 1969-70   | 1.ª Ronda | C. D. San Martín          | 6-0   | 1-1       | 7-1                     |  |
| 1969-70   | 2.ª Ronda | C. D. Lugo                | 2-0   | 2-0       | 2-1 (desempate en Lugo) |  |
| 1970-71   | 1.ª Ronda | S. D. Eibar               | 2-0   | 0-0       | 2-0                     |  |
| 1970-71   | 2.ª Ronda | C. D.C Moscardó           | 2-0   | 1-0       | 2-1                     |  |
| 1970-71   | 3.ª Ronda | C. F. Calella             | 2-0   | 4-0       | 2-4                     |  |
| 1971-72   | 3.ª Ronda | C. D. Ourense             | 1-0   | 3-2       | 3-3                     |  |
| 1971-72   | 4.ª Ronda | R. C. D. Mallorca         | 1-0   | 0-2       | 3-0                     |  |
| 1971-72   | 5.ª Ronda | F. C. Cartagena           | 4-2   | 3-1       | 5-5                     |  |
| 1972-73   | 3.ª Ronda | U. D. Ibiza-Eivissa       | 5-2   | 0-1       | 6-3                     |  |
| 1972-73   | 4.ª Ronda | Hércules C. F.            | 2-0   | 3-0       | 2-3                     |  |
| 1973-74   | 1.ª Ronda | S. D. Ponferradina        | 2-0   | 1-0       | 2-1                     |  |
| 1973-74   | 2.ª Ronda | Palencia C. F.            | 2-0   | 2-3       | 5-2                     |  |
| 1973-74   | 3.ª Ronda | RC Deportivo de La Coruña | 2-1   | 2-1       | 3-3 → p 1-3             |  |
| 1974-75   | 3.ª Ronda | Xerez C. D.               | 2-1   | 0-0       | 2-1                     |  |
| 1974-75   | 4.ª Ronda | C. D. Castellón           | 4-0   | 2-0       | 4-0                     |  |
| 1974-75   | 5.ª Ronda | C. D. Ourense             | 2-0   | 3-1       | 3-3                     |  |
| 1975-76   | 1.ª Ronda | C. D. Castellón           | 2-0   | 2-1       | 3-2                     |  |
| 1975-76   | 1.ª Ronda | C. F. Talavera            | 1-2   | 2-2       | 3-4                     |  |

 Participaciones en Copa del Rey 
| Temporada | Ronda        | Rival                      | Local | Visitante | Global      |  |
| --------- | ------------ | -------------------------- | ----- | --------- | ----------- |  |
| 1976-77   | 1.ª Ronda    | Rayo Vallecano             | 2-3   | 3-0       | 2-6         |  |
| 1977-78   | 1.ª Ronda    | Real Avilés C. F.          | 2-1   | 1-2       | 4-2         |  |
| 1977-78   | 2.ª Ronda    | Real Oviedo                | 1-2   | 2-0       | 1-3         |  |
| 1978-79   | 1.ª Ronda    | U. D. Gijón Industrial     | 2-0   | 1-1       | 3-2         |  |
| 1978-79   | 2.ª Ronda    | Racing de Santander        | 1-0   | 3-0       | 1-3         |  |
| 1979-80   | 1.ª Ronda    | C. D. Béjar Industrial     | 4-1   | 0-1       | 5-1         |  |
| 1979-80   | 2.ª Ronda    | U. D. Salamanca            | 1-2   | 0-0       | 1-2         |  |
| 1980-81   | 1.ª Ronda    | U. D. Salamanca            | 0-3   | 2-0       | 0-5         |  |
| 1981-82   | 1.ª Ronda    | Burgos C. F.               | 3-1   | 3-2       | 5-4         |  |
| 1981-82   | 2.ª Ronda    | Sporting de Gijón          | 0-0   | 3-0       | 0-3         |  |
| 1984-85   | 1.ª Ronda    | U. D. Salamanca            | 1-0   | 3-0       | 1-3         |  |
| 1985-86   | 1.ª Ronda    | Real Valladolid C. F.      | 0-5   | 5-1       | 1-10        |  |
| 1986-87   | 1.ª Ronda    | Gimnástica Segoviana C. F. | 2-1   |           | 2-1         |  |
| 1986-87   | 2.ª Ronda    | Atlético Astorga F. C.     |       | 0-3       | 3-0         |  |
| 1986-87   | 3.ª Ronda    | C. D. Castellón            | 0-1   |           | 0-1         |  |
| 1987-88   | 1.ª Ronda    | Real Burgos C. F.          | 1-0   | 2-0       | 1-2         |  |
| 1988-89   | 1.ª Ronda    | C. D. Lugo                 | 2-1   | 3-0       | 2-4         |  |
| 1990-91   | 1.ª Ronda    | C. A. Bembibre             | 1-0   | 0-0       | 1-0         |  |
| 1990-91   | 2.ª Ronda    | Real Ávila C. F.           | 0-2   | 0-1       | 1-2         |  |
| 1991-92   | 1.ª Ronda    | Racing Lermeño C. F.       | 3-1   | 1-1       | 4-2         |  |
| 1991-92   | 2.ª Ronda    | C. F. Palencia             | 0-2   | 2-0       | 0-4         |  |
| 1992-93   | 1.ª Ronda    | Atlético Astorga F. C.     | 2-2   | 0-4       | 6-2         |  |
| 1992-93   | 2.ª Ronda    | U. D. Salamanca            | 0-0   | 1-0       | 0-1         |  |
| 1993-94   | 2.ª Ronda    | C. F. Palencia             | 1-0   | 1-2       | 3-1         |  |
| 1993-94   | 3.ª Ronda    | Sporting de Gijón          | 3-2   | 5-1       | 4-7         |  |
| 1994-95   | 2.ª Ronda    | C. D. Colonia Moscardó     | 2-1   | 0-1       | 3-1         |  |
| 1994-95   | 3.ª Ronda    | Sevilla F. C.              | 2-4   | 2-1       | 3-6         |  |
| 1995-96   | 1.ª Ronda    | Talavera C. F.             | 2-2   | 1-1       | 3-3         |  |
| 1995-96   | 2.ª Ronda    | Real Valladolid C. F.      | 1-1   | 3-1       | 2-4         |  |
| 1996-97   | 1.ª Ronda    | Deportivo Alavés           | 0-1   | 2-0       | 1-2         |  |
| 1998-99   | 1.ª Ronda    | C. D. Numancia de Soria    | 2-2   | 1-1       | 3-3         |  |
| 1999-00   | 1.ª Ronda    | S. D. Ponferradina         |       | 4-3       | 3-4         |  |
| 2001-02   | 1/32         | Racing de Santander        | 1-0   |           | 1-0         |  |
| 2001-02   | 1/16         | Deportivo de La Coruña     | 1-2   |           | 1-2         |  |
| 2002-03   | Ronda Previa | Real Ávila C. F.           | 2-1   | 1-1       | 3-2         |  |
| 2002-03   | 1/32         | Rayo Vallecano             | 2-1   |           | 2-1         |  |
| 2002-03   | 1/16         | Atlético de Madrid         | 0-2   |           | 0-2         |  |
| 2003-04   | Ronda Previa | C. F. Palencia             | 2-1   | 1-1       | 3-2         |  |
| 2003-04   | 1/32         | Albacete                   | 1-0   |           | 1-0         |  |
| 2003-04   | 1/16         | Atlético de Madrid         | 0-1   |           | 0-1         |  |
| 2004-05   | 1/32         | Deportivo Alavés           | 1-1   |           | 1-1→ p 4-3  |  |
| 2004-05   | 1/16         | Athletic Club              | 1-2   |           | 1-2         |  |
| 2009-10   | 1.ª Ronda    | S. D. Lemona               |       | 2-2       | 2-2→ p 4-2  |  |
| 2009-10   | 2.ª Ronda    | Unión Estepona C. F.       | 4-0   |           | 4-0         |  |
| 2009-10   | 3.ª ronda    | Ontinyent C. F.            |       | 0-0       | 0-0→ p 5-3  |  |
| 2009-10   | 1/16         | F. C. Barcelona            | 0-2   | 5-0       | 0-7         |  |
| 2015-16   | 1.ª Ronda    | C. D. Varea                |       | 2-3       | 3-2         |  |
| 2015-16   | 2.ª Ronda    | C. D. Laredo               |       | 1-3       | 2-3         |  |
| 2016-17   | 1.ª Ronda    | C. D. Laredo               |       | 2-3       | 3-2         |  |
| 2016-17   | 2.ª Ronda    | C. D. Calahorra            | 3-1   |           | 3-1         |  |
| 2016-17   | 3.ª Ronda    | Albacete Balompié          | 2-1   |           | 2-1         |  |
| 2016-17   | 1/16         | Real Madrid C. F.          | 1-7   | 6-1       | 2-13        |  |
| 2017-18   | 1/64         | A. D. Alcorcón             |       | 2-4       | 4-2         |  |
| 2017-18   | 1/32         | Real Valladolid C. F.      | 0-4   |           | 0-4         |  |
| 2018-19   | 1.ª Ronda    | C. D. A. Navalcarnero      |       | 0-2       | 2-0         |  |
| 2018-19   | 2.ª Ronda    | C. F. Fuenlabrada          | 1-1   |           | 1-1 → p 5-4 |  |
| 2018-19   | 3.ª Ronda    | Lorca F. C.                |       | 0-3       | 3-0         |  |
| 2018-19   | 1/16         | F. C. Barcelona            | 0-1   | 4-1       | 2-4         |  |
| 2019-20   | 1.ª Ronda    | Las Rozas C. F.            | 3-0   |           | 3-0         |  |
| 2019-20   | 1/32         | S. D. Huesca               | 2-1   |           | 2-1         |  |
| 2019-20   | 1/16         | Atlético de Madrid         | 2-1   |           | 2-1         |  |
| 2019-20   | 1/8          | Valencia C. F.             | 0-0   |           | 0-0 → p 2-4 |  |
| 2020-21   | 1/64         | C. F. Villanovense         | 1-0   |           | 1-0         |  |
| 2020-21   | 1/32         | Granada C. F.              | 1-2   |           | 1-2         |  |
| 2021-22   | 1/64         | C. D. San Fernando         |       | 2-3       | 3-2         |  |
| 2021-22   | 1/32         | Club Deportivo Leganés     | 2-3   |           | 2-3         |  |
| 2024-25   | 1/64         | U. D. Llanera              |       | 0-2       | 0-2         |  |
| 2024-25   | 1/32         | U. D. Almería              | 1-2   |           | 1-2         |  |

## Jugadores destacados
| Jugadores con más de 200 partidos con la Cultural |                   |          |
| Posición                                          | Jugador           | Partidos |
| 1.º                                               | Gerardo           | 403      |
| 2.º                                               | Belarmino López   | 308      |
| 3.º                                               | José Díez         | 295      |
| 4.º                                               | Luis Fierro       | 286      |
| 5.º                                               | Villafañe (Padre) | 269      |
| 6.º                                               | Celso             | 264      |
| 7.º                                               | Juan Manuel       | 250      |
| 8.º                                               | Herrero           | 238      |
| 9.º                                               | Gelo              | 230      |
| 10.º                                              | Miche             | 226      |
| 11.º                                              | Zuazaga           | 221      |
| 12.º                                              | Santi Santos      | 213      |
| 13.º                                              | Luis Ballesteros  | 207      |
| 14.º                                              | Ovalle            | 206      |

| Datos actualizados a 31 de julio de 2025. |

Otros futbolistas destacados de la historia culturalista son Mariano Arias Chamorro (Marianín) y César Rodríguez, entre otros.

## Plantilla

### Altas y bajas 2025-26
| Altas            | Altas    | Altas                     | Altas             | Altas |
| Jugador          | Posición | Procedencia               | Tipo              | Costo |
| ---------------- | -------- | ------------------------- | ----------------- | ----- |
| Edgar Badia      |          | C. D. Tenerife            | Agente libre      | 0 €   |
| Arnau Rafús      |          | Real Valladolid Promesas  | Agente libre      | 0 €   |
| Matía Barzic     |          | Elche CF                  | Cesión            | 0 €   |
| Juan Larios      |          | Southampton F. C.         | Cesión            | 0 €   |
| Nico Toca        |          | Gimnástica de Torrelavega | Regresa de cesión | 0 €   |
| Thiago Ojeda     |          | Villarreal C. F. "B"      | Cesión            | 0 €   |
| Selu Diallo      |          | Deportivo Alavés          | Cesión            | 0 €   |
| Yayo González    |          | Real Oviedo               | Traspaso          | 0 €   |
| Rafa Tresaco     |          | Zamora C. F.              | Agente libre      | 0 €   |
| Daniel Paraschiv |          | Real Oviedo               | Cesión            | 0 €   |
| Diego Collado    |          | Gil Vicente FC            | Agente libre      | 0 €   |
| Luis Chacón      |          | Deportivo de la Coruña    | Cesión            | 0 €   |

| Bajas               | Bajas    | Bajas                  | Bajas           | Bajas |
| Jugador             | Posición | Destino                | Tipo            | Costo |
| ------------------- | -------- | ---------------------- | --------------- | ----- |
| Alejandro Fernández |          | S.D. Tarazona          | Fin de contrato | 0 €   |
| Lanchi              |          | A.D. Alcorcón          | Fin de contrato | 0 €   |
| Álvaro Martínez     |          | Moreirense F. C.       | Fin de contrato | 0 €   |
| Víctor Ruiz         |          | Algeciras CF           | Fin de contrato | 0 €   |
| Txus Alba           |          | C. D. Lugo             | Fin de contrato | 0 €   |
| Carlos Calderón     |          | F. C. Cartagena        | Fin de contrato | 0 €   |
| Santi Samanes       |          | C. D. Lugo             | Fin de contrato | 0 €   |
| Diego Barri         |          | C. D. Castellón        | Fin de contrato | 0 €   |
| Kevin Presa         |          | C. D. Lugo             | Fin de contrato | 0 €   |
| Adrián Ruiz         |          | Marbella F.C.          | Cesión          | 0 €   |
| Juan Artola         |          | A. D. Mérida           | Fin de contrato | 0 €   |
| Luis Chacón         |          | Deportivo de la Coruña | Fin de cesión   | 0 €   |
| Antón Escobar       |          | Racing de Ferrol       | Fin de contrato | 0 €   |
| David López         |          | RSD Alcalá             | Cesión          | 0 €   |

## Entrenadores
Desde su fundación, el equipo ha tenido múltiples entrenadores. El entrenador que consiguió mayores logros deportivos fue Román Galarraga, que subió al equipo a Primera División, seguido por Rubén de la Barrera, que consiguió que el equipo estuviera en Segunda tras 42 años de ausencia.
Los entrenadores que han dirigido a la Cultural y Deportiva Leonesa, ordenados cronológicamente, son los siguientes:
| \| Nombre \| Inicio \| Fin \| Temporada \| Títulos \| Pos. \| \| ---------------------------------- \| ---------- \| ---------- \| -------------------------------- \| --------------------------------------------------------- \| ---- \| \| Amadeo Sánchez \| 27/09/1942 \| 30/06/1943 \| 1942-43 \| - \| 3.º \| \| Alejandro Díaz \| 01/07/1943 \| 30/06/1945 \| 1943-44 \| - \| 9.º \| \| Alejandro Díaz \| 01/07/1943 \| 30/06/1945 \| 1944-45 \| \| 13.º \| \| Román Galarraga[110] \| 13/09/1953 \| 08/04/1956 \| 1953-54 \| - \| 4.º \| \| Román Galarraga[110] \| 13/09/1953 \| 08/04/1956 \| 1954-55 \| Campeón Segunda División \| 1.º \| \| Román Galarraga[110] \| 13/09/1953 \| 08/04/1956 \| 1955-56 \| \| 15.º \| \| Muñoz \| 09/04/1956 \| 30/06/1956 \| 1955-56 \| \| 15.º \| \| Higinio Ortúzar \| 01/07/1956 \| 14/04/1957 \| 1956-57 \| - \| 6.º \| \| Muñoz \| 15/04/1957 \| 30/06/1957 \| 1956-57 \| - \| 6.º \| \| Mundo \| 01/07/1957 \| 26/01/1958 \| 1957-58 \| \| 16.º \| \| Calo \| 27/01/1958 \| 30/06/1958 \| 1957-58 \| \| 16.º \| \| Rafa Yunta \| 01/07/1959 \| 30/06/1960 \| 1959-60 \| - \| 12.º \| \| Antonio Bonet \| 01/07/1960 \| 02/10/1960 \| 1960-61 \| - \| 7.º \| \| Gamonal \| 03/10/1960 \| 20/11/1960 \| 1960-61 \| - \| 7.º \| \| Juanito Ruiz \| 21/11/1960 \| 28/01/1962 \| 1960-61 \| - \| 7.º \| \| Juanito Ruiz \| 21/11/1960 \| 28/01/1962 \| 1961-62 \| \| 16.º \| \| Roig \| 29/01/1962 \| 30/06/1962 \| 1961-62 \| \| 16.º \| \| Rafa Yunta \| 01/07/1971 \| 09/04/1972 \| 1971-72 \| - \| 5.º \| \| Vallejo \| 10/04/1972 \| 05/11/1972 \| 1971-72 \| - \| 5.º \| \| Vallejo \| 10/04/1972 \| 05/11/1972 \| 1972-73 \| \| 19.º \| \| Rafa Yunta \| 06/11/1972 \| 24/03/1973 \| 1972-73 \| \| 19.º \| \| Bermúdez[111] \| 25/03/1973 \| 20/05/1973 \| 1972-73 \| \| 19.º \| \| Mario Luis Morán \| 20/05/1973 \| 30/06/1973 \| 1972-73 \| \| 19.º \| \| Carmelo Cedrún \| 01/07/1974 \| 26/01/1975 \| 1974-75 \| \| 20.º \| \| Mario Luis Morán \| 27/01/1975 \| 02/02/1975 \| 1974-75 \| \| 20.º \| \| Harold Campos[112] \| 03/02/1975 \| 06/04/1975 \| 1974-75 \| \| 20.º \| \| Félix \| 07/04/1975 \| 30/06/1975 \| 1974-75 \| \| 20.º \| \| Antonio Puente \| 01/07/1982 \| 24/10/1982 \| 1982-83 \| \| 19.º \| \| Miguel Montes Busto \| 25/10/1982 \| 30/06/1983 \| 1982-83 \| \| 19.º \| \| Álvarez \| 01/07/1987 \| 20/09/1987 \| 1987-88 \| - \| 14.º \| \| Aguinaga \| 21/09/1987 \| 20/12/1987 \| 1987-88 \| - \| 14.º \| \| Miguel Ángel Losada \| 21/12/1987 \| 03/01/1988 \| 1987-88 \| - \| 14.º \| \| José Carrete[113][114] \| 04/01/1988 \| 30/06/1991 \| 1987-88 \| - \| 14.º \| \| José Carrete[113][114] \| 04/01/1988 \| 30/06/1991 \| 1988-89 \| - \| 8.º \| \| José Carrete[113][114] \| 04/01/1988 \| 30/06/1991 \| 1989-90 \| - \| 7.º \| \| José Carrete[113][114] \| 04/01/1988 \| 30/06/1991 \| 1990-91 \| - \| 9.º \| \| Juanma Lillo \| 01/07/1991 \| 30/06/1992 \| 1991-92 \| - \| 6.º \| \| Endériz \| 01/07/1992 \| 10/11/1993 \| 1992-93 \| - \| 10.º \| \| Endériz \| 01/07/1992 \| 10/11/1993 \| 1993-94 \| \| 17.º \| \| Álvaro Pérez \| 11/11/1993 \| 05/12/1993 \| 1993-94 \| \| 17.º \| \| Manuel Tomé \| 06/12/1993 \| 30/06/1996 \| 1993-94 \| \| 17.º \| \| Manuel Tomé \| 06/12/1993 \| 30/06/1996 \| 1994-95 \| Campeón Tercera División Promoción de ascenso \| 1.º \| \| Manuel Tomé \| 06/12/1993 \| 30/06/1996 \| 1995-96 \| Promoción de ascenso[115] \| 4.º \| \| Paco Bedriñana[116] \| 01/07/1996 \| 30/06/1997 \| 1996-97 \| - \| 8.º \| \| Miguel Tomé (1.ª etapa)[117] \| 01/07/1997 \| 01/02/1999 \| 1997-98 \| Promoción de ascenso \| 4.º \| \| Miguel Tomé (1.ª etapa)[117] \| 01/07/1997 \| 01/02/1999 \| 1998-99 \| Campeón Segunda División B[118] Promoción de ascenso \| 1.º \| \| Pepe Calvo \| 16/03/1999 \| 23/03/1999 \| 1998-99 \| Campeón Segunda División B[118] Promoción de ascenso \| 1.º \| \| / Raúl Longhi \| 23/03/1999 \| 30/06/2000 \| 1998-99 \| Campeón Segunda División B[118] Promoción de ascenso \| 1.º \| \| / Raúl Longhi \| 23/03/1999 \| 30/06/2000 \| 1999-2000 \| - \| 9.º \| \| José Enrique Díaz \| 03/01/2000 \| 30/06/2000 \| 1999-2000 \| - \| 9.º \| \| Antonio Gómez (1.ª etapa) \| 01/07/2000 \| 30/06/2001 \| 2000-01 \| Promoción de ascenso \| 2.º \| \| Miguel Tomé (2.ª etapa)[117] \| 01/07/2001 \| 30/06/2003 \| 2001-02 \| Promoción de ascenso \| 2.º \| \| Miguel Tomé (2.ª etapa)[117] \| 01/07/2001 \| 30/06/2003 \| 2002-03 \| - \| 5.º \| \| Duque \| 01/07/2003 \| 31/01/2004 \| 2003-04 \| Promoción de ascenso \| 4.º \| \| Aguiar \| 03/02/2004 \| 30/06/2004 \| 2003-04 \| Promoción de ascenso \| 4.º \| \| Carlos Cantarero \| 01/07/2004 \| 15/02/2005 \| 2004-05 \| - \| 10.º \| \| Vicente González-Villamil \| 15/02/2005 \| 30/06/2005 \| 2004-05 \| - \| 10.º \| \| Miguel Tomé (3.ª etapa)[117] \| 01/07/2005 \| 30/06/2006 \| 2005-06 \| - \| 14.º \| \| Antonio Gómez (2.ª etapa) \| 01/07/2006 \| 22/01/2007 \| 2006-07 \| - \| 11.º \| \| Miguel Ángel Rubio \| 26/01/2007 \| 30/01/2007 \| 2006-07 \| - \| 11.º \| \| Milo Abelleira[119] \| 31/01/2007 \| 30/06/2008 \| 2006-07 \| - \| 11.º \| \| Milo Abelleira[119] \| 31/01/2007 \| 30/06/2008 \| 2007-08 \| - \| 11.º \| \| / Álvaro Cervera[120] \| 01/07/2008 \| 30/06/2009 \| 2008-09 \| Promoción de ascenso \| 2.° \| \| Josu Uribe[121] \| 24/07/2009 \| 30/06/2010 \| 2009-10 \| - \| 12.º \| \| Alberto Monteagudo[122] \| 06/07/2010 \| 17/07/2011 \| 2010-11 \| [123] \| 14.º \| \| / Luis Cembranos \| 27/07/2011 \| 30/06/2014 \| 2011-12 \| Promoción de ascenso[124] \| 3.º \| \| / Luis Cembranos \| 27/07/2011 \| 30/06/2014 \| 2012-13 \| Promoción de ascenso [125] \| 2.º \| \| / Luis Cembranos \| 27/07/2011 \| 30/06/2014 \| 2013-14 \| - \| 14.º \| \| Javier Cabello[126] \| 01/07/2014 \| 30/06/2015 \| 2014-15 \| - \| 7.º \| \| Juan Ferrando[127] \| 10/07/2015 \| 30/06/2016 \| 2015-16 \| - \| 7.º \| \| Rubén de la Barrera[128][129][130] \| 01/07/2016 \| 30/06/2018 \| 2016-17 \| Campeón Segunda División B[131][132] Promoción de ascenso \| 1.º \| \| Rubén de la Barrera[128][129][130] \| 01/07/2016 \| 30/06/2018 \| 2017-18 \| [133] \| 19.º \| \| Víctor Cea Zurita[134] \| 01/07/2018 \| 17/12/2018 \| 2018-19 \| - \| 5.º \| \| José Manuel Aira[135] \| 18/12/2018 \| 31/07/2020 \| 2018-19 \| - \| 5.º \| \| José Manuel Aira[135] \| 18/12/2018 \| 31/07/2020 \| 2019-20 \| Promoción de ascenso[136] \| 2.º \| \| José Manuel Aira[135] \| 18/12/2018 \| 31/07/2020 \| 2020-21 \| - \| 2.º \| \| / David Cabello[137] \| 18/08/2020 \| 01/12/2020 \| 2020-21 \| - \| 2.º \| \| Íñigo Idiákez[138][139] \| 01/12/2020 \| 25/04/2021 \| 2020-21 \| - \| 2.º \| \| Ramón González[140] \| 25/04/2021 \| 12/12/2021 \| 2020-21 \| - \| 2.º \| \| Curro Torres[141][142] \| 12/12/2021 \| 15/06/2022 \| 2021-22 \| - \| 12.º \| \| Eduardo Docampo[143] \| 15/06/2022 \| 26/04/2023 \| 2022-23 \| - \| 10.º \| \| Israel Martínez Prieto[144] \| 27/04/2023 \| 01/06/2023 \| 2022-23 \| - \| 10.º \| \| Raúl Llona[145][146][147][148] \| 01/06/2023 \| \| 2023-24 \| \| 6.º \| \| Raúl Llona[145][146][147][148] \| 01/06/2023 \| 2024-25 \| Campeón Primera Federación [149] \| 1.º \| \| \| Raúl Llona[145][146][147][148] \| 01/06/2023 \| 2025-26 \| \| \| \| |            |            |                            |                                                 |      |
| Nombre | Inicio     | Fin        | Temporada                  | Títulos                                         | Pos. |
| Amadeo Sánchez | 27/09/1942 | 30/06/1943 | 1942-43                    | -                                               | 3.º  |
| Alejandro Díaz | 01/07/1943 | 30/06/1945 | 1943-44                    | -                                               | 9.º  |
| Alejandro Díaz | 01/07/1943 | 30/06/1945 | 1944-45                    |                                                 | 13.º |
| Román Galarraga | 13/09/1953 | 08/04/1956 | 1953-54                    | -                                               | 4.º  |
| Román Galarraga | 13/09/1953 | 08/04/1956 | 1954-55                    | Campeón Segunda División                        | 1.º  |
| Román Galarraga | 13/09/1953 | 08/04/1956 | 1955-56                    |                                                 | 15.º |
| Muñoz | 09/04/1956 | 30/06/1956 | 1955-56                    |                                                 | 15.º |
| Higinio Ortúzar | 01/07/1956 | 14/04/1957 | 1956-57                    | -                                               | 6.º  |
| Muñoz | 15/04/1957 | 30/06/1957 | 1956-57                    | -                                               | 6.º  |
| Mundo | 01/07/1957 | 26/01/1958 | 1957-58                    |                                                 | 16.º |
| Calo | 27/01/1958 | 30/06/1958 | 1957-58                    |                                                 | 16.º |
| Rafa Yunta | 01/07/1959 | 30/06/1960 | 1959-60                    | -                                               | 12.º |
| Antonio Bonet | 01/07/1960 | 02/10/1960 | 1960-61                    | -                                               | 7.º  |
| Gamonal | 03/10/1960 | 20/11/1960 | 1960-61                    | -                                               | 7.º  |
| Juanito Ruiz | 21/11/1960 | 28/01/1962 | 1960-61                    | -                                               | 7.º  |
| Juanito Ruiz | 21/11/1960 | 28/01/1962 | 1961-62                    |                                                 | 16.º |
| Roig | 29/01/1962 | 30/06/1962 | 1961-62                    |                                                 | 16.º |
| Rafa Yunta | 01/07/1971 | 09/04/1972 | 1971-72                    | -                                               | 5.º  |
| Vallejo | 10/04/1972 | 05/11/1972 | 1971-72                    | -                                               | 5.º  |
| Vallejo | 10/04/1972 | 05/11/1972 | 1972-73                    |                                                 | 19.º |
| Rafa Yunta | 06/11/1972 | 24/03/1973 | 1972-73                    |                                                 | 19.º |
| Bermúdez | 25/03/1973 | 20/05/1973 | 1972-73                    |                                                 | 19.º |
| Mario Luis Morán | 20/05/1973 | 30/06/1973 | 1972-73                    |                                                 | 19.º |
| Carmelo Cedrún | 01/07/1974 | 26/01/1975 | 1974-75                    |                                                 | 20.º |
| Mario Luis Morán | 27/01/1975 | 02/02/1975 | 1974-75                    |                                                 | 20.º |
| Harold Campos | 03/02/1975 | 06/04/1975 | 1974-75                    |                                                 | 20.º |
| Félix | 07/04/1975 | 30/06/1975 | 1974-75                    |                                                 | 20.º |
| Antonio Puente | 01/07/1982 | 24/10/1982 | 1982-83                    |                                                 | 19.º |
| Miguel Montes Busto | 25/10/1982 | 30/06/1983 | 1982-83                    |                                                 | 19.º |
| Álvarez | 01/07/1987 | 20/09/1987 | 1987-88                    | -                                               | 14.º |
| Aguinaga | 21/09/1987 | 20/12/1987 | 1987-88                    | -                                               | 14.º |
| Miguel Ángel Losada | 21/12/1987 | 03/01/1988 | 1987-88                    | -                                               | 14.º |
| José Carrete | 04/01/1988 | 30/06/1991 | 1987-88                    | -                                               | 14.º |
| José Carrete | 04/01/1988 | 30/06/1991 | 1988-89                    | -                                               | 8.º  |
| José Carrete | 04/01/1988 | 30/06/1991 | 1989-90                    | -                                               | 7.º  |
| José Carrete | 04/01/1988 | 30/06/1991 | 1990-91                    | -                                               | 9.º  |
| Juanma Lillo | 01/07/1991 | 30/06/1992 | 1991-92                    | -                                               | 6.º  |
| Endériz | 01/07/1992 | 10/11/1993 | 1992-93                    | -                                               | 10.º |
| Endériz | 01/07/1992 | 10/11/1993 | 1993-94                    |                                                 | 17.º |
| Álvaro Pérez | 11/11/1993 | 05/12/1993 | 1993-94                    |                                                 | 17.º |
| Manuel Tomé | 06/12/1993 | 30/06/1996 | 1993-94                    |                                                 | 17.º |
| Manuel Tomé | 06/12/1993 | 30/06/1996 | 1994-95                    | Campeón Tercera División Promoción de ascenso   | 1.º  |
| Manuel Tomé | 06/12/1993 | 30/06/1996 | 1995-96                    | Promoción de ascenso                            | 4.º  |
| Paco Bedriñana | 01/07/1996 | 30/06/1997 | 1996-97                    | -                                               | 8.º  |
| Miguel Tomé (1.ª etapa) | 01/07/1997 | 01/02/1999 | 1997-98                    | Promoción de ascenso                            | 4.º  |
| Miguel Tomé (1.ª etapa) | 01/07/1997 | 01/02/1999 | 1998-99                    | Campeón Segunda División B Promoción de ascenso | 1.º  |
| Pepe Calvo | 16/03/1999 | 23/03/1999 | 1998-99                    | Campeón Segunda División B Promoción de ascenso | 1.º  |
| / Raúl Longhi | 23/03/1999 | 30/06/2000 | 1998-99                    | Campeón Segunda División B Promoción de ascenso | 1.º  |
| / Raúl Longhi | 23/03/1999 | 30/06/2000 | 1999-2000                  | -                                               | 9.º  |
| José Enrique Díaz | 03/01/2000 | 30/06/2000 | 1999-2000                  | -                                               | 9.º  |
| Antonio Gómez (1.ª etapa) | 01/07/2000 | 30/06/2001 | 2000-01                    | Promoción de ascenso                            | 2.º  |
| Miguel Tomé (2.ª etapa) | 01/07/2001 | 30/06/2003 | 2001-02                    | Promoción de ascenso                            | 2.º  |
| Miguel Tomé (2.ª etapa) | 01/07/2001 | 30/06/2003 | 2002-03                    | -                                               | 5.º  |
| Duque | 01/07/2003 | 31/01/2004 | 2003-04                    | Promoción de ascenso                            | 4.º  |
| Aguiar | 03/02/2004 | 30/06/2004 | 2003-04                    | Promoción de ascenso                            | 4.º  |
| Carlos Cantarero | 01/07/2004 | 15/02/2005 | 2004-05                    | -                                               | 10.º |
| Vicente González-Villamil | 15/02/2005 | 30/06/2005 | 2004-05                    | -                                               | 10.º |
| Miguel Tomé (3.ª etapa) | 01/07/2005 | 30/06/2006 | 2005-06                    | -                                               | 14.º |
| Antonio Gómez (2.ª etapa) | 01/07/2006 | 22/01/2007 | 2006-07                    | -                                               | 11.º |
| Miguel Ángel Rubio | 26/01/2007 | 30/01/2007 | 2006-07                    | -                                               | 11.º |
| Milo Abelleira | 31/01/2007 | 30/06/2008 | 2006-07                    | -                                               | 11.º |
| Milo Abelleira | 31/01/2007 | 30/06/2008 | 2007-08                    | -                                               | 11.º |
| / Álvaro Cervera | 01/07/2008 | 30/06/2009 | 2008-09                    | Promoción de ascenso                            | 2.°  |
| Josu Uribe | 24/07/2009 | 30/06/2010 | 2009-10                    | -                                               | 12.º |
| Alberto Monteagudo | 06/07/2010 | 17/07/2011 | 2010-11                    | [ 123 ]                                         | 14.º |
| / Luis Cembranos | 27/07/2011 | 30/06/2014 | 2011-12                    | Promoción de ascenso                            | 3.º  |
| / Luis Cembranos | 27/07/2011 | 30/06/2014 | 2012-13                    | Promoción de ascenso                            | 2.º  |
| / Luis Cembranos | 27/07/2011 | 30/06/2014 | 2013-14                    | -                                               | 14.º |
| Javier Cabello | 01/07/2014 | 30/06/2015 | 2014-15                    | -                                               | 7.º  |
| Juan Ferrando | 10/07/2015 | 30/06/2016 | 2015-16                    | -                                               | 7.º  |
| Rubén de la Barrera | 01/07/2016 | 30/06/2018 | 2016-17                    | Campeón Segunda División B Promoción de ascenso | 1.º  |
| Rubén de la Barrera | 01/07/2016 | 30/06/2018 | 2017-18                    | [ 133 ]                                         | 19.º |
| Víctor Cea Zurita | 01/07/2018 | 17/12/2018 | 2018-19                    | -                                               | 5.º  |
| José Manuel Aira | 18/12/2018 | 31/07/2020 | 2018-19                    | -                                               | 5.º  |
| José Manuel Aira | 18/12/2018 | 31/07/2020 | 2019-20                    | Promoción de ascenso                            | 2.º  |
| José Manuel Aira | 18/12/2018 | 31/07/2020 | 2020-21                    | -                                               | 2.º  |
| / David Cabello | 18/08/2020 | 01/12/2020 | 2020-21                    | -                                               | 2.º  |
| Íñigo Idiákez | 01/12/2020 | 25/04/2021 | 2020-21                    | -                                               | 2.º  |
| Ramón González | 25/04/2021 | 12/12/2021 | 2020-21                    | -                                               | 2.º  |
| Curro Torres | 12/12/2021 | 15/06/2022 | 2021-22                    | -                                               | 12.º |
| Eduardo Docampo | 15/06/2022 | 26/04/2023 | 2022-23                    | -                                               | 10.º |
| Israel Martínez Prieto | 27/04/2023 | 01/06/2023 | 2022-23                    | -                                               | 10.º |
| Raúl Llona | 01/06/2023 |            | 2023-24                    |                                                 | 6.º  |
| Raúl Llona | 01/06/2023 | 2024-25    | Campeón Primera Federación | 1.º                                             |      |
| Raúl Llona | 01/06/2023 | 2025-26    |                            |                                                 |      |

## Estructura directiva
| Cargo                                         | Cargo                                         | Cargo                                         | Cargo                                         | Cargo                                         | Encargado(s)                      | Encargado(s)                      | Encargado(s)                      | Encargado(s)                      | Encargado(s)                      |
| Presidente                                    | Presidente                                    | Presidente                                    | Presidente                                    | Presidente                                    | Mohammed Khalifa M. F. Al-Suwaidi | Mohammed Khalifa M. F. Al-Suwaidi | Mohammed Khalifa M. F. Al-Suwaidi | Mohammed Khalifa M. F. Al-Suwaidi | Mohammed Khalifa M. F. Al-Suwaidi |
| Vicepresidente                                | Vicepresidente                                | Vicepresidente                                | Vicepresidente                                | Vicepresidente                                | Tariq A. Aziz H.N. Al-Naama       | Tariq A. Aziz H.N. Al-Naama       | Tariq A. Aziz H.N. Al-Naama       | Tariq A. Aziz H.N. Al-Naama       | Tariq A. Aziz H.N. Al-Naama       |
| Consejera ejecutiva                           | Consejera ejecutiva                           | Consejera ejecutiva                           | Consejera ejecutiva                           | Consejera ejecutiva                           | Natichu Alvarado                  | Natichu Alvarado                  | Natichu Alvarado                  | Natichu Alvarado                  | Natichu Alvarado                  |
| Director general                              | Director general                              | Director general                              | Director general                              | Director general                              | -                                 | -                                 | -                                 | -                                 | -                                 |
| Secretario                                    | Secretario                                    | Secretario                                    | Secretario                                    | Secretario                                    | José Lasa                         | José Lasa                         | José Lasa                         | José Lasa                         | José Lasa                         |
| Consejero                                     | Consejero                                     | Consejero                                     | Consejero                                     | Consejero                                     | Jassim Mohammed A A Al-Ansari     | Jassim Mohammed A A Al-Ansari     | Jassim Mohammed A A Al-Ansari     | Jassim Mohammed A A Al-Ansari     | Jassim Mohammed A A Al-Ansari     |
| Dirección Deportiva                           | Dirección Deportiva                           | Dirección Deportiva                           | Dirección Deportiva                           | Dirección Deportiva                           | José Manzanera                    | José Manzanera                    | José Manzanera                    | José Manzanera                    | José Manzanera                    |
| Secretaría técnica                            | Secretaría técnica                            | Secretaría técnica                            | Secretaría técnica                            | Secretaría técnica                            | Iván Martínez                     | Iván Martínez                     | Iván Martínez                     | Iván Martínez                     | Iván Martínez                     |
| Academia culturalista                         | Academia culturalista                         | Academia culturalista                         | Academia culturalista                         | Academia culturalista                         | Adrián Cantabrana                 | Adrián Cantabrana                 | Adrián Cantabrana                 | Adrián Cantabrana                 | Adrián Cantabrana                 |
| Academia alto rendimiento                     | Academia alto rendimiento                     | Academia alto rendimiento                     | Academia alto rendimiento                     | Academia alto rendimiento                     | Juan Carlos Valiño                | Juan Carlos Valiño                | Juan Carlos Valiño                | Juan Carlos Valiño                | Juan Carlos Valiño                |
| Cultural Leonesa Internacional Academy “CLIA” | Cultural Leonesa Internacional Academy “CLIA” | Cultural Leonesa Internacional Academy “CLIA” | Cultural Leonesa Internacional Academy “CLIA” | Cultural Leonesa Internacional Academy “CLIA” | Juan Carlos Valiño                | Juan Carlos Valiño                | Juan Carlos Valiño                | Juan Carlos Valiño                | Juan Carlos Valiño                |
| Escuela culturalista                          | Escuela culturalista                          | Escuela culturalista                          | Escuela culturalista                          | Escuela culturalista                          | Luis Ballesteros                  | Luis Ballesteros                  | Luis Ballesteros                  | Luis Ballesteros                  | Luis Ballesteros                  |
| Área social                                   | Área social                                   | Área social                                   | Área social                                   | Área social                                   | Juan Luis Diez Mata               | Juan Luis Diez Mata               | Juan Luis Diez Mata               | Juan Luis Diez Mata               | Juan Luis Diez Mata               |

## Presidentes
Desde su fundación, y hasta que la Ley del Deporte obligó a la mayoría de los clubes a convertirse en Sociedades Anónimas Deportivas, la Cultural y Deportiva Leonesa estaba dirigida por un presidente elegido por los socios. Tras la transformación en SAD, el presidente del Consejo lo es también de la Cultural y Deportiva Leonesa. El último presidente elegido por los socios fue Juan Díez Guisasola.
Varios presidentes han estado al frente del club en dos ocasiones diferentes. El más famoso es Antonio Amilivia, que llevó al equipo desde Tercera División a Primera División en los años 1950. Luis Fernández Rabanal dio viabilidad económica al club en los años 1970 y 1980. El primer presidente extranjero es Tariq Abdulaziz Al Naama. El actual presidente es Mohammed Khalifa Al Suwaidi.

### Lista cronológica
| Presidentes de la Cultural y Deportiva Leonesa         |                                             |
| Período                                                | Presidente                                  |
| 1.º - 5 de agosto de 1923 - enero de 1924              | Miguel Gutiérrez Díez-Canseco               |
| 2.º - enero de 1924 - agosto de 1926                   | Valentín Belinchón                          |
| 3.º - agosto de 1926 - febrero de 1927                 | Mariano Andrés                              |
| 4.º - febrero de 1927 - abril de 1927                  | Julio del Campo                             |
| 5.º - abril de 1927 - junio de 1928                    | Ramón Belinchón                             |
| 6.º - junio de 1928 - abril de 1930                    | Crisanto Sáenz de la Calzada                |
| 7.º - abril de 1930 - noviembre de 1930                | Miguel Pérez                                |
| 8.º - noviembre de 1930 - febrero de 1931              | Pascual García Moliner                      |
| 9.º - febrero de 1931 - 9 de julio de 1931             | José Botas                                  |
| 10.º - 11 de noviembre de 1939 - 1942                  | Francisco González Valdés (primer mandato)  |
| 11.º - 1942 - junio de 1943                            | Francisco González García                   |
| 12.º - junio de 1943 - 11 de mayo de 1946              | Antonio Amilivia (primer mandato)           |
| 13.º - 12 de mayo de 1946 - noviembre de 1946          | Francisco González Valdés (segundo mandato) |
| 14.º - noviembre de 1946 - 14 de julio de 1947         | José Reyero (primer mandato)                |
| 15.º - 15 de julio de 1947 - 13 de junio de 1949       | Fernando Rodríguez Pandiella                |
| 16.º - 14 de junio de 1949 - junio de 1950             | Salvador Rocha                              |
| 17.º - junio de 1950 - junio de 1951                   | Antonio Díez                                |
| 18.º - junio de 1951 - 1 de agosto de 1957             | Antonio Amilivia (segundo mandato)          |
| 19.º - 9 de agosto de 1957 - septiembre de 1958        | José Montes                                 |
| 20.º - septiembre de 1958 - octubre de 1958            | José Reyero (segundo mandato)               |
| 21.º - octubre de 1958 - 10 de julio de 1959           | Eduardo Pérez López                         |
| 22.º - 11 de julio de 1959 - 1 de junio de 1963        | Demetrio Villalón                           |
| 23.º - 2 de junio de 1963 - enero de 1965              | Luis García Blanco                          |
| 24.º - enero de 1965 - julio de 1965                   | Toribio Morán                               |
| 25.º - julio de 1965 - febrero de 1970                 | Luis Fernández Rabanal(primer mandato)      |
| 26.º - febrero de 1970 - junio de 1974                 | Ángel Panero                                |
| 27.º - junio de 1974 - septiembre de 1977              | José García Morán                           |
| 28.º - septiembre de 1977 - 13 de noviembre de 1981    | José Elías Fernández Lobato                 |
| 29.º - 14 de noviembre de 1981 - marzo de 1982         | José Antonio Gutiérrez Ballesteros          |
| 30.º - marzo de 1982 - 31 de diciembre de 1982         | Antonio Prieto Fuertes                      |
| 31.º - 10 de enero de 1983 - 23 de septiembre de 1983  | Oswaldo Prieto                              |
| 3.2.º - 24 de septiembre de 1983 - 22 de enero de 1987 | Luis Fernández Rabanal (segundo mandato)    |
| 33.º - 23 de enero de 1987 - junio de 1987             | Francisco Suárez (primer mandato)           |
| 34.º - junio de 1987 - 25 de octubre de 1989           | Manuel Rodríguez                            |
| 35.º - 25 de octubre de 1989 - 3 de abril de 1990      | Jesús Aladro                                |
| 36.º - 3 de abril de 1990 - 8 de abril de 1993         | Francisco Suárez (segundo mandato)          |
| 37.º - 8 de abril de 1993 - enero de 1997              | Salvio Barrioluengo                         |
| 38.º - enero de 1997 - febrero de 1998                 | Eugenio Álvarez                             |
| 39.º - febrero de 1998 - junio de 2001                 | Juan Díez Guisasola                         |
| 40.º - junio de - 2001 - diciembre de 2006             | Antonio García de Celis                     |
| 41.º - diciembre de 2006 - enero de 2010               | Domingo Cueto Acebedo (primer mandato)      |
| 42.º - enero de 2010 - junio de 2010                   | Carlos Emperador Franco                     |
| 43.º - junio de 2010 - 22 de junio de 2011             | Domingo Cueto Acebedo (segundo mandato)     |
| 44.º - 22 de junio de 2011 - 20 de mayo de 2013        | Javier Baena Navalón                        |
| 45.º - 20 de mayo de 2013 - 3 de diciembre de 2015     | Felipe Llamazares                           |
| 46.º - 3 de diciembre de 2015 - 17 de octubre de 2019  | Tariq Abdulaziz Al Naama                    |
| 47.º - 17 de octubre de 2019 - Actualidad              | Mohammed Khalifa Al Suwaidi                 |

- Los títulos que se recogen en la tabla, son copas de Castilla y León y ligas de 2.ª, 2.ª B y 3.ª división.

## Otros equipos

### Júpiter Leonés
La Cultural y Deportiva Leonesa "B" Júpiter Leonés es el equipo filial de la Cultural y Deportiva Leonesa. Nació del equipo denominado Júpiter Leonés, que después se llamó Cultural de León. En la temporada 2009-10 desapareció al haber descendido de la Tercera División. En la temporada 2014-15, el filial fue "refundado" y tras tres ascensos en cuatro años, el último ante la Ponferradina “B” donde regresó a la tercera división. Actualmente juega en la Tercera División RFEF, (quinta categoría de las ocho que existen). Normalmente juega sus partidos en el Área Deportiva de Puente Castro.

### Cultural y Deportiva Leonesa "C"
Fundado en la temporada 2021-22. Actualmente juega en la primera división provincial de aficionados de León tras el ascenso en la temporada 2023-2024. Se creó con la intención de seguir formando jugadores y para que el salto de juveniles al Júpiter Leonés, de Tercera División RFEF, no sea tan grande y para la formación de jugadores.

### Cultural y Deportiva Leonesa Femenina
Tras un primer intento de crear la sección de fútbol femenino del club en 2016, intentando la absorción del León Fútbol Femenino, en conversaciones que no llegaron a buen término. Es en junio de 2022 cuando se anuncia la creación de una sección femenina de fútbol, al absorber la Cultural el primer equipo del Club Deportivo Trobajo del Camino. El equipo femenino seguirá jugando sus partidos en el "Rafa Tejerina" durante sus primeras tres temporadas de existencia y competirá en la Liga Gonalpi, la cuarta categoría del fútbol femenino nacional.

### Fútbol base
Para promover nuevos jugadores procedentes de la cantera, el club dispone de dos equipos de juveniles federados, cada uno en una categoría diferente.
- Juvenil "A": El primer equipo juvenil milita en la División de Honor Juvenil (1.ª de 6 categorías).
- Juvenil "B": El segundo equipo juvenil milita en Liga Nacional Juvenil (2.ª de 6 categorías).

El club desarrolla y promueve el fútbol entre las instituciones educativas por medio de escuelas de fútbol. Los niños que más destacan, y cuyas familias lo aceptan, pasan a formar parte de los diferentes equipos federados que participan en diferentes competiciones.
Equipos en categoría de Cadete:
- Cadete "A": En 1.ª División Regional Cadete. (1.ª de 5 categorías)
- Cadete "B": En 2.ª División Regional Cadete. (2.ª de 5 categorías)

Equipos en categoría de Infantil:
- Infantil "A": En 1.ª División Regional Infantil. (1.ª de 5 categorías)
- Infantil "B": En 1.ª División Provincial Infantil. (3.ª de 5 categorías)

Equipos en categoría de Alevín:
- Alevín "A": En 1.ª División Provincial Alevín. (1.ª de 3 categorías)
- Alevín "B": En 2.ª División Provincial Alevín. (2.ª de 3 categorías)
- Alevín "C": En 3.ª División Provincial Alevín (3.ª de 3 categorías)

Equipos en categoría de Benjamín:
- Benjamín "A": En 1.ª División Provincial Benjamín. (1.ª de 3 categorías)
- Benjamín "B": En 2.ª División Provincial Benjamín. (2.ª de 3 categorías)
- Benjamín "C": En 3.ª División Provincial Benjamín. (3.ª de 3 categorías)

Equipos en categoría de Prebenjamín:
- Prebenjamín "A": En 1.ª División Provincial Prebenjamín. (1.ª de 3 categorías)
- Prebenjamín "B": En 2.ª División Provincial Prebenjamín. (2.ª de 3 categorías)
- Prebenjamín "C": En 3.ª División Provincial Prebenjamín. (3.ª de 3 categorías)

Equipos en categoría de Debutante:
- Chupetín "A": En el Grupo 2 Debutante. (1.ª de 1 categoría)
- Chupetín "B": En el Grupo 1 Debutante. (1.ª de 1 categoría)

## Otras secciones deportivas

### Baloncesto
La Cultural y Deportiva Leonesa cuenta con una sección de baloncesto desde junio de 2022 cuando se unificó el baloncesto en la ciudad de León después de diez años de coexistencia del Basket León y el Baloncesto Reino de León, después de la desaparición del Baloncesto León en 2012.
La Cultural unifica en su primer equipo los dos equipos sénior de los clubs existentes, asume la cantera del Colegio Leonés y firma un convenio de colaboración con la cantera del Baloncesto Reino de León, en lo que se presume como una apuesta clara por devolver el baloncesto de élite a la ciudad de León.
En su primera temporada, la 2022-23, ganaron la Copa Castilla y León EBA frente al Grupo Inmapa Filipenses de Palencia.
En la temporada 2023-24, vuelve a ganar la Copa Castilla y León EBA frente al Hotel 4Postes Ávila Auténtica El Bulevar Óbila C.B. En esa misma temporada queda campeona de su grupo y sube a Segunda FEB, denominada anteriormente como LEB Plata.

## Uniforme
- Primera equipación: Camiseta blanca, pantalón blanco y medias blancas.
- Segunda equipación: Camiseta roja, pantalón rojo y medias magenta.
- Tercera equipación: Camiseta negra, pantalón negro y medias negras.
- Patrocinador: Aspire Academy.
- Firma Deportiva: Macron.

En sus orígenes la camiseta era gris y el pantalón y las medias, negras. En 1925 se estableció pantalón y camiseta blancas y se mantuvieron medias negras hasta 1950. A partir de ese momento, la equipación es totalmente blanca. En la 2013-14 las camisetas llevaron un logo en conmemoración del 90 aniversario del club.
En julio de 2014 se presentó, para jugar un partido benéfico, una camiseta edición limitada de esmoquin. Tuvo una repercusión mundial y, gracias a la colaboración de la Cultural y Deportiva Leonesa y de Admerz se convirtió en un éxito de ventas. Llegó a ciudades de todo el mundo y consiguió que la Cultural obtuviese una notoriedad nunca vista antes en el club. Su gran éxito se debió a la gran viralidad que alcanzó en redes sociales: se creó un hashtag #esmoquinCultu y el día de la presentación la Cultural y Deportiva Leonesa se convirtió trendic topic nacional en Twitter.

### Firma deportiva y espónsor
| Periodo | Firma deportiva | Espónsor principal |
| ------- | --------------- | ------------------ |
| 2000-01 |                 | PROFUTLE           |
| 2001-02 |                 |                    |
| 2002-03 |                 |                    |
| 2003-04 |                 |                    |
| 2004-05 |                 |                    |
| 2005-06 | Bemiser         |                    |
| 2006-07 | Bemiser         | De La Riva         |
| 2007-08 | Bemiser         | De La Riva         |
| 2008-09 | Bemiser         | Leocasa            |
| 2009-10 | Bemiser         | Leocasa            |
| 2010-11 |                 | Aguas de León      |
| 2011-12 | RMD             |                    |
| 2012-13 | RMD             | Jartazi            |
| 2013-14 | RMD             |                    |
| 2014-15 | Trig money      |                    |
| 2015-16 | Save the Dream  |                    |
| 2016-17 |                 |                    |
| 2017-18 | Aspire Academy  |                    |
| 2018-19 | Aspire Academy  |                    |
| 2019-20 | Aspire Academy  |                    |
| 2020-21 | Aspire Academy  |                    |
| 2021-22 | Aspire Academy  |                    |
| 2022-23 | Aspire Academy  |                    |
| 2023-24 | Aspire Academy  |                    |
| 2024-25 | Aspire Academy  |                    |
| 2025-26 | Aspire Academy  |                    |

## Símbolos

### Himno
La letra y música del himno oficial de la Cultural Leonesa fue creado y compuesto por Ángel Arredondo Giraldo, y el grupo de música folclórica leonesa La Braña lo interpreta. El 29 de abril de 2007 se presentó a todos los aficionados el nuevo himno compuesto por Manuel Quijano (padre de los componentes de Café Quijano), que fue rechazado por la afición y se recuperó en los partidos el himno de Ángel Arredondo Giraldo.
En 2023 se lanzó un himno especial por su centenario.

### Escudo
El escudo de la Cultural y Deportiva Leonesa se basa en un León rampante coronado y lenguado (símbolo de la ciudad de León) de color rojo, rodeado por una circunferencia también roja en la que se inserta en nombre del club: "Cultural y Deportiva Leonesa" con letras blancas, rematado en la parte superior de la circunferencia con una Corona roja, con adornos blancos y naranjas, símbolo que porta como club representativo de la capital del Viejo Reino de León. El diseño del mismo es de Máximo Sanz.
El actual diseño data de 2018. 

## Rivalidades
La principal rivalidad existente en la actualidad es con la Sociedad Deportiva Ponferradina, el otro equipo con mayor potencial de la provincia de León. Históricamente, también han existido rivalidades que perduran en la actualidad con otros equipos de Castilla y León como son el Real Valladolid y el Burgos Club de Fútbol. 

### Derbi leonés
El derbi leonés entre Cultural y Ponferradina es el principal partido de máxima rivalidad en la actualidad provincial, al ser los dos equipos más potentes de la provincia de León. A lo largo de la historia, se han enfrentado en partidos oficiales correspondientes de Liga (Segunda División "B" y Tercera División de España), en Copa Castilla y León y alguna vez en Copa del Rey. Además, han disputado múltiples partidos amistosos. La rivalidad entre ambos equipos no es comparable en toda la provincia de León. En estos partidos, es normal que la afición visitante vaya en masa a apoyar a su equipo en el estadio contrario. La rivalidad extradeportiva existente entre las dos ciudades, ha provocado que el encuentro sea de máxima rivalidad.
Cuando ambos equipos han estado en Tercera División de España se ha dado derbis entre el Club Atlético Bembibre, Club Deportivo La Virgen del Camino, Club Deportivo Ejido de León, Júpiter Leonés, Sociedad Deportiva Hullera Vasco-Leonesa o el Atlético Astorga Fútbol Club, pero ninguno de ellos tiene la trascendencia ni la rivalidad que los que les enfrentan entre ellos.
En los últimos años, con la  S. D. Ponferradina en Segunda División de España y el efímero paso de la Cultural y Deportiva Leonesa por Tercera División de España, también se ha dado derbis entre el club capitalino con otros equipos de la provincia, como puede ser contra el Club Atlético Bembibre, Club Deportivo La Virgen del Camino, el Atlético Astorga Fútbol Club e incluso con el desaparecido Maestranza Aérea de León.
En la temporada 2016-17 tras el descenso de la  S. D. Ponferradina se recupera el principal derbi leonés que no se jugaba desde que ambos jugasen en la misma categoría en la 2009-10. Además con el descenso del Atlético Astorga Fútbol Club será el único derbi leonés que se dispute en Segunda División B de España.
En la temporada 2023-24 vuelve a jugarse el derbi tras varias temporadas de ausencia.
El último derbi leonés entre la Cultural y Deportiva Leonesa y la Ponferradina, jugado el 17 de mayo de 2025, quedó 2-1 a favor de la SD Ponferradina. 

### Estadio

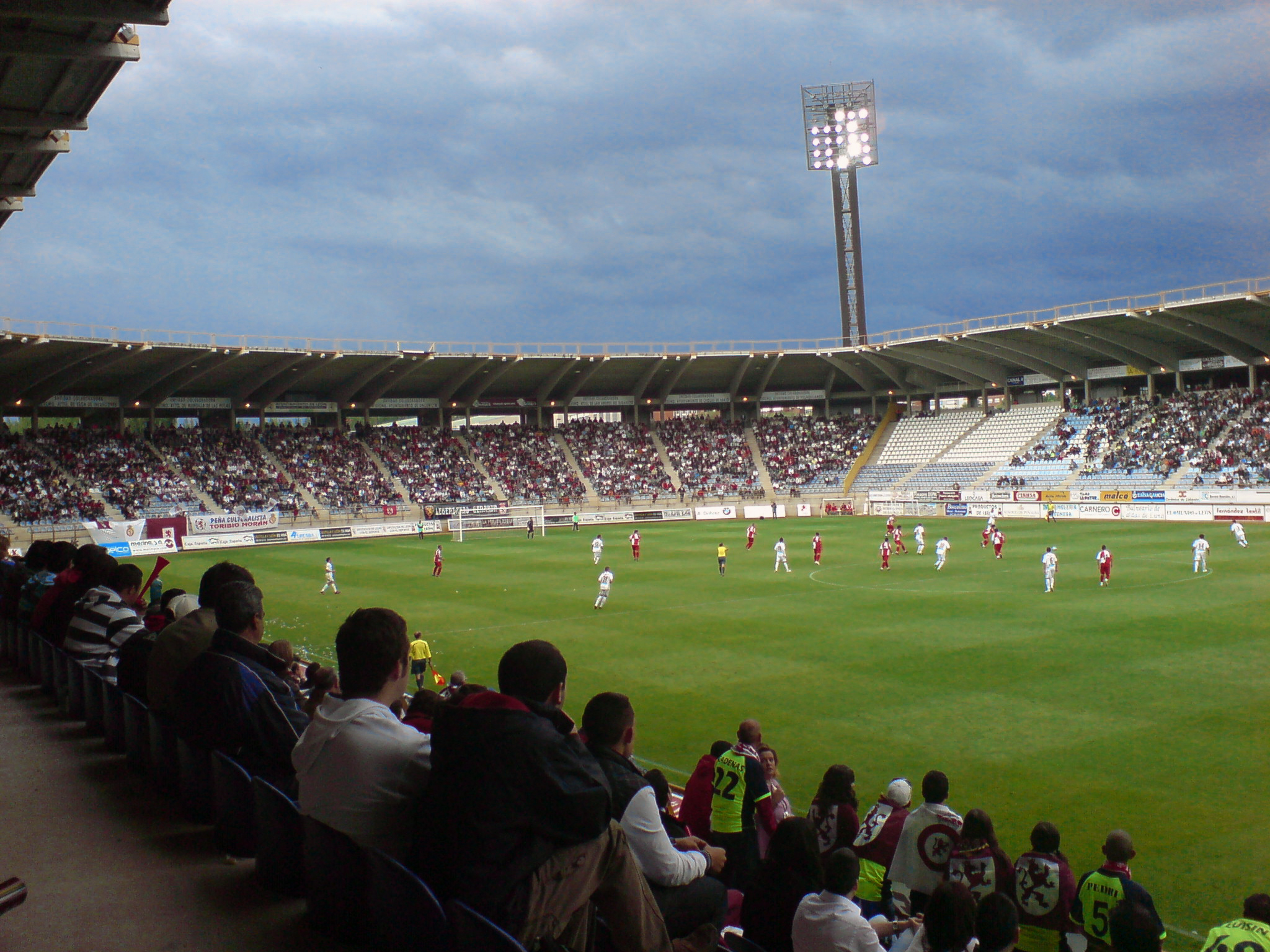
La Cultural y Deportiva Leonesa disputando un partido en el Estadio Reino de León frente al C. E. Sabadell.

## Instalaciones deportivas

### Estadio[192]

#### Los primeros hogares (1922-1948)
Desde que en julio de 1922 el presidente de la Cultural, Miguel Díez Canseco, pidiera al Ayuntamiento de León un espacio en el que construir su campo, hasta la llegada al estadio de El Ejido en 1948, la Cultural recorrió muchos rincones de la ciudad. Primero fue El Parque, donde ya existía un campo de juego municipal, ubicado a las afueras, sobre la zona hoy conocida con el mismo nombre.
Con la ampliación de la masa social, el equipo se trasladó en 1926 al Campo de Guzmán, ubicado sobre la actual Avenida de Roma y que recibía ese nombre por estar cerca de la estatua dedicada al militar leonés. Allí jugó hasta su primera desaparición en 1931. El breve resurgir de 1936 lo llevó al campo de San Mamés, que años después será el centro de la cantera leonesa.
Finalizada la guerra, el club dio sus primeros pasos en el actual barrio de Eras de Renueva, en el campo que el Sindicato de Estudiantes Universitarios de Falange Española usaba para jugar a fútbol y rugby. El éxito de esta resurrección le llevó a jugar a La Corredera entre 1940 y 1948, año en que debido a la crisis causada por el presunto amaño de un partido ante el Albacete Balompié, tuvo que abandonar este recinto para trasladarse a El Ejido. En este transcurso, mientras se hacían una serie de obras, la Cultu disputó algunos partidos en el Estadio Hispánico, de reciente construcción y llamado ya entonces a ser el corazón del deporte de la capital del Bernesga.

#### El primer gran feudo: El Ejido (1948-1955)
Aquella crisis de 1948 sacó la parte más generosa de la ciudad. El Maestranza, otro gran equipo de la ciudad, formado por militares de la Base Aérea de La Virgen del Camino, cedió su estadio, ubicado en el barrio de El Ejido, para que la Cultural pudiera completar aquel resurgir del verano del 48.
La tribuna de La Corredera se trasladó allí, y poco a poco, el campo se fue ampliando hasta poder albergar público por los cuatro lados del campo. Lo presidía un característico marcador circular.
En este estadio la Cultural vivió su mejor momento. Ascendió a Primera División el 10 de abril de 1955 y debutó en dicha categoría el 11 de septiembre de ese mismo año. El último partido allí disputado fue ante el Valencia C. F., en el que los leoneses vencían por tres goles a cero. Los problemas de espacio llevaron a la Cultu a una nueva casa, y el Ejido, hasta su demolición pocos años después, fue el feudo de la cantera leonesa.

#### La leyenda del Antonio Amilivia (1955-1998)[194][195]
El 23 de octubre de 1955 ante unas 27 000 personas (más del doble de su capacidad) se inauguraba el estadio municipal de La Puentecilla ante el Athletic Club. Se recaudó en ese partido la mareante cifra de 1 083 044 pesetas. Tras tantos años, por primera vez la Cultural tenía un auténtico feudo en el que hacer valer su potencial en Primera División.
Las instalaciones fueron mejorando poco a poco. Por ejemplo, no tuvo luces fijas hasta los años 1970. El característico marcador del fondo norte, conocido entre la afición como “Marcador Dardo”, informaba simultáneamente de los resultados de Primera División y se convirtió en la principal seña de identidad del recinto.
Su modestia hizo que su deterioro fuera rápido y ya a finales de los 70 presentaba serias deficiencias, sobre todo en los vestuarios. Aun así la situación no cambió hasta los años 1990, cuando el Ayuntamiento, propietario del campo, reformó los vestuarios pensando en hacer una remodelación total del mismo. Sin embargo se optó por otras soluciones y el 31 de octubre de 1998 jugaron ante el Barakaldo el último partido en este recinto, cerrando cuatro décadas de historia del culturalismo.

#### Área deportiva de Puente Castro (1998-2001)[198][199]
La despedida del Antonio Amilivia, impregnada siempre por una romántica nostalgia, traía consigo una total renovación de las instalaciones deportivas de la ciudad. Tras años de sobrecarga del Amilivia y de buscar sedes alternativas para la cantera, León y la Cultural pasaron a tener una ciudad deportiva ubicada en Puente Castro.
Las espectaculares instalaciones del Área Deportiva de Puente Castro cuentan con un campo de hierba natural, otro de artificial, uno de rugby y miniestadio en el que la Cultural jugó tres temporadas y una fase de ascenso. Además se convirtió en la sede de los clubs de la cantera culturalista, además de otros equipos. Eso hace que, inevitablemente, hoy este recinto sea sinónimo de culturalismo.

#### El Reino de León (2001-)[4]
En mayo de 2001, en fase de ascenso ante el Xerez C. D., se inauguró el Nuevo Antonio Amilivia, un precioso campo con una capacidad para más de 13 000 espectadores que tiene todas las condiciones para contar con partidos internacionales. En 2009 y con motivo del MC Aniversario del Reino de León, cambió su nombre para recuperar la memoria del antiguo reino medieval y el 5 de septiembre de 2008 la denominación del estadio fue sustituida por «Estadio Municipal Reino de León».
Los principales eventos culturalistas que albergó en su breve pero intensa historia fueron en las distintas ediciones de Copa del Rey en las que el club logró clasificarse a rondas en las que debía enfrentarse con equipos de Primera División. Así, pasaron por aquí equipos de la máxima categoría como el “Euro Depor”, el Atlético de Madrid en dos ocasiones consecutivas, el Athletic Club, el Albacete Balompié, el Rayo Vallecano, el Racing de Santander, el F. C. Barcelona en el mejor momento de su historia y el Real Madrid Club de Fútbol, campeón de Europa ese año.
Otros importantes partidos que ha disputado han sido como sede de la selección española sub-21 y de la absoluta en tres ocasiones, ante la Selección de fútbol de Armenia en 2003, ante la Selección de fútbol de Costa Rica en 2015 y ante la Selección de fútbol de Liechtenstein.
El 2 de septiembre de 2022 la Cultural y Deportiva Leonesa jugó un amistoso contra la Selección de fútbol de Catar, con resultado de 0-3.
Las características del estadio lo convierten en un estadio ideal para una ciudad como León; un feudo a la altura de la entidad y de las aspiraciones del equipo, ya sea en Primera Federación, Segunda División o incluso en cotas más altas.

#### Gemelo de A Malata
El Estadio de A Malata se tomó como modelo (junto al Estadio Verónica Boquete de San Lázaro pero sin pistas de atletismo) a la hora de construir el Estadio Municipal Reino de León.
Tanto las dimensiones del rectángulo de juego (105 x 68) como los graderíos de A Malata son idénticos a los del Reino de León. El recinto ferrolano dispone de 11 922 butacas, todas ellas a cubierto (por las 13 451 del estadio leonés).

### Partidos internacionales

#### Selección española
La selección española ha disputado tres partidos en León, dos de competición oficial y uno amistoso. El 2 de abril de 2003, la selección nacional disputó su primer encuentro internacional en este estadio.
| Clasificación Eurocopa 2004; 2 de abril de 2003 | España                                   | 3:0 (0:0) | Armenia |                            |                            |
|                                                 | Tristán 62' · Helguera 68' · Joaquín 90' |           |         | Árbitro(s): Yefet (Israel) | Árbitro(s): Yefet (Israel) |

| Amistoso; 11 de junio de 2015 | España                    | 2:1 (2:1) | Costa Rica |                              |                              |
|                               | Alcácer 7' · Fàbregas 30' |           | Venegas 5' | Árbitro(s): Vuckov (Croacia) | Árbitro(s): Vuckov (Croacia) |

| Clasificación Mundial 2018; 5 de septiembre de 2016 | España                                                                         | 8:0 (1:0)  | Liechtenstein |                               |                               |
|                                                     | Costa 9' 66' · Sergi Roberto 54' · Silva 58' 89' · Vitolo 59' · Morata 81' 83' | [ Reporte] |               | Árbitro(s): Lee Evans (Gales) | Árbitro(s): Lee Evans (Gales) |

### Ciudad deportiva
La Cultural y Deportiva Leonesa usa unas instalaciones municipales a las afueras de León, en el barrio de Puente Castro. Esta ciudad deportiva es el Área Deportiva de Puente Castro. Cuenta con:
- Tres campos de fútbol. (Uno de ellos con capacidad para 4600 espectadores).
- Zonas de entrenamiento específico.
- Un campo de rugby.
- Un edificio principal con vestuarios, gimnasio, dependencias médicas, almacén y lavandería, sala de prensa.
- Un aparcamiento.

## Afición y peñas
La afición de la Cultural y Deportiva Leonesa, conocida como "los culturalistas", fue en una gran caída libre durante la década de los 90 y la primera década de los años 2000, una de sus fuertes mejorías se trata de la temporada 2011-12 en la que el número de socios se aumenta de 1500 a 3000.
En la temporada 2012-13, el club llega a 1500 socios a inicios de septiembre. En las tres primeras semanas de septiembre el club consigue la cifra de 1606 socios, de los cuales un 60 % son renovaciones y un 40 % son nuevos abonados. Los 812 socios de la temporada anterior no habían retirado aún su nuevo carné.
En la temporada 2013-14 repite cifras de la temporada anterior a inicios de septiembre.
Clara subida de socios en la 2015-16, con la llegada de Aspire y la finalización de la 2014-15 en sexta posición, luchando por puestos de Play-Off de ascenso a Segunda División. Se acaban superando los 3000 socios. Ya en la temporada 2016-17 las Peñas quieren dar un impulso y crean la Grada de Animación Culturalista ubicada en el fondo Sur, un espacio dónde se unen todas las peñas con el principal objetivo de dar colorido a la grada.
En la temporada 2017-2018, el club alcanzó los 7000 socios. 
En la temporada 2024-2025, el club superó los 6000 socios.  Con los abonados de media temporada, se logra superar los 7.000 socios.

### Peñas
- El León Rampante[213]

Surgió en la tribuna oeste para poder animar a la Cultural y Deportiva Leonesa cada día. Con el paso del tiempo pasa al fondo norte donde permanece hasta la temporada 2010-11. En las dos siguientes temporadas, en Tercera División, se traslada al fondo sur con la peña Orgullo Cazurro. Cuando el equipo volvió a Segunda División B, la peña volvió al fondo norte, hasta la temporada 2016-17 en la que se crea la Grada de Animación Culturalista y se agrupan todas las Peñas en el Fondo Sur.
En la actualidad forma parte del torneo nacional interpeñas, en el cual se reúnen todos los años varias peñas del territorio nacional (Córdoba, Éibar, Burgos, Logroño, Palencia, Salamanca, Barakaldo, Gijón etc.).
- Orgullo Cazurro

Nació en el año 2008 y se sitúa en el fondo sur.
- Peña culturalista Toribio Morán[214]

La peña Toribio Morán fue fundada en 1997 y es la más antigua, a pesar de su ausencia durante el descenso a Tercera. Se sitúa en el fondo norte del estadio. Es la única peña que no quiere formar parte de la Grada de Animación Culturalista por lo que su ubicación no varía. Actualmente tiene más de 150 socios.
- Grupo Guzmán El Bueno

Nació en 2014 y se sitúa en el fondo sur.
- Triperos del Fondo Sur[215]

Nació en noviembre de 2015 y está ubicada en el fondo sur.
- La piedra blanca[216]

Nació en 2017 y está ubicada en el fondo sur.
- Peña Tetuán[217]

Nació en 2017 por el histórico ascenso a Segunda División.
Peñas en la provincia de León
- Peña Culturalista Gradefes El Retiro[218]

Nació en 2017 con el ascenso a Segunda División.
Peñas fuera de la provincia de León
- Peña Culturalista Madrileña[219][220]

Nació también en noviembre de 2015 y tiene su sede en la Casa León de Madrid. Contaba con 10 miembros en su fundación, actualmente ya son 40 socios. Forma parte de la Grada de Animación Culturalista. Cuando sus miembros acuden al Reino de León se ubican por norma general en el Fondo Sur.
La idea con la que nace la peña es unir a todos los leoneses que están exiliados en la capital para ver a la Cultural y poder mantener vivo el sentimiento culturalista desde la lejanía. En la sede se reunirán para ver los partidos que transmita el club en streaming o cualquier televisión autonómica. Además organizan viajes a los partidos de fuera e incluso a algunos que se disputen en el Estadio Municipal Reino de León.
Pero los culturalistas en Madrid no quieren que los eventos organizados sean meramente deportivos. Los fundadores también quieren realizar comidas y actos culturales para hacer "un poco de piña leonesa en la capital, ya que de vez en cuando se echa de menos juntarse con otros de León en Madrid".
Los eventos deportivos también serán pilar de la peña, como triangulares de fútbol con otras peñas de equipos foráneos afincadas en Madrid, como las del Sporting o las del Oviedo, con las que ya han mantenido contactos.
- Peña Culturalistas en Barcelona

Nació en 2016.
- Peña Cruzando el Negrón

Primera peña culturalista en Asturias, concretamente en Gijón.

## Filmografía
- Documental TVE (25-2-2016), Marianín, el Jabalí del Bierzo en RTVE.es[223]
- Cultu TV (temporada 2015-16 y 2019-20)